# Bremer Dom

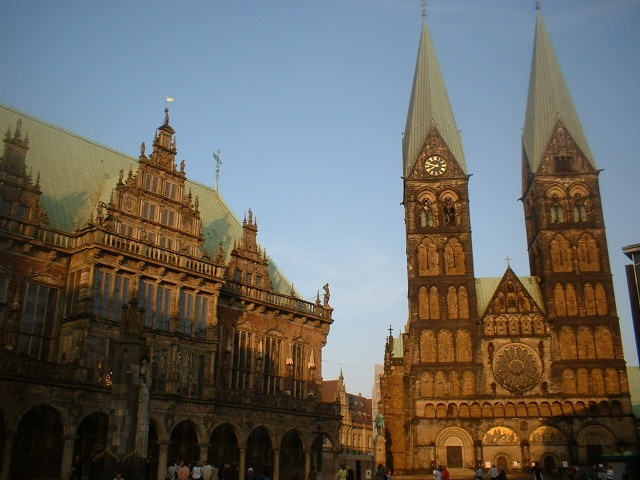
Domkyrkans båda västtorn till höger, bredvid Bremens medeltida gotiska rådhus.

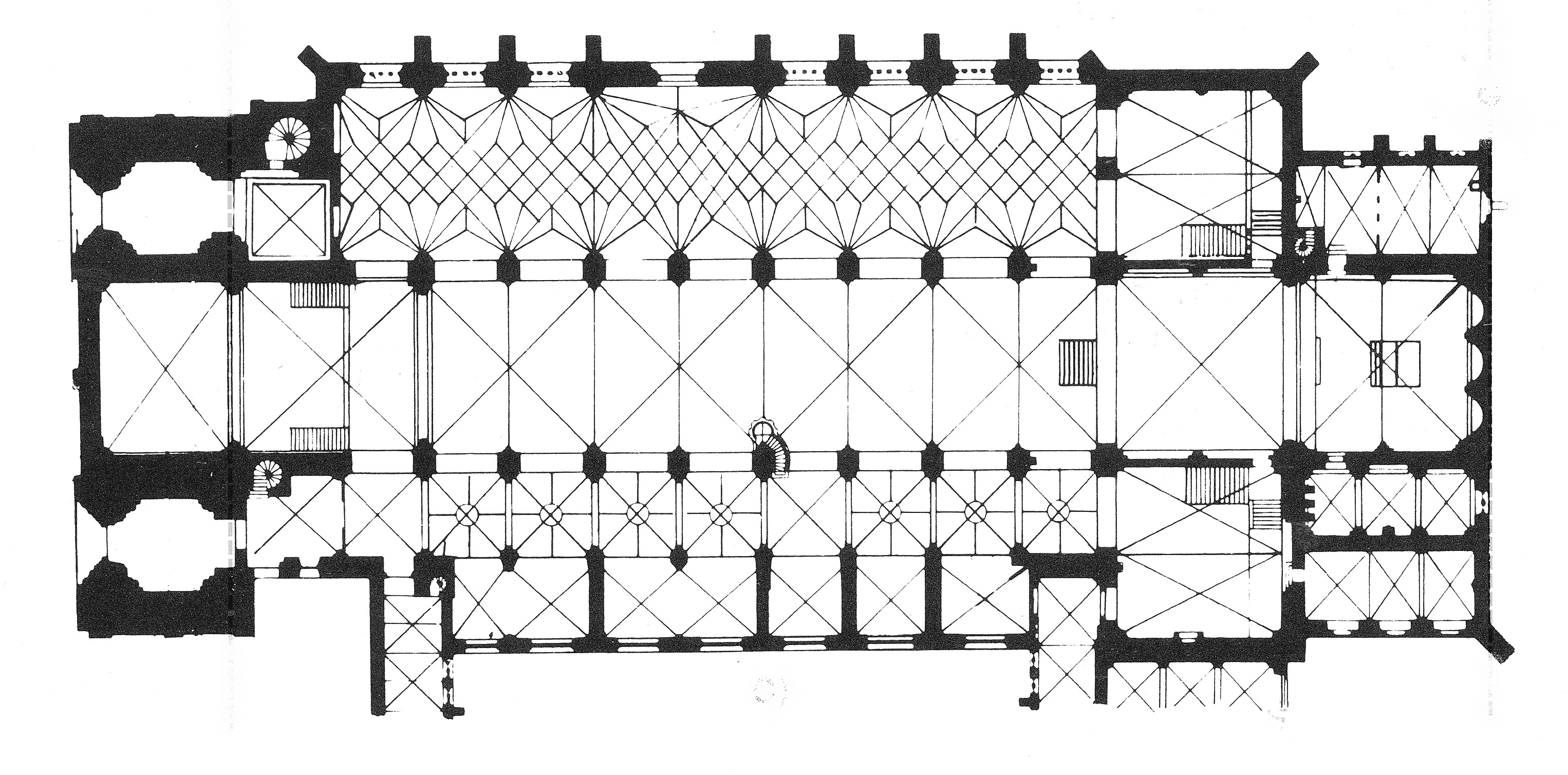
Domkyrkans planritning före 1888.

Bremer Dom, officiellt Dom St. Petri zu Bremen, är en domkyrka i Bremen, Tyskland, som ursprungligen var helgad åt aposteln Petrus. Kyrkan tillhör idag Bremens evangeliska kyrka, som är en regional kyrka inom Tysklands evangeliska kyrka.

## Petrus symbol, nyckeln
Nyckeln brukar vara Petrus symbol och staden Bremen har också en nyckel i sitt stadsvapen (se under artikeln Bremen).
För övrigt gäller detta även Luleå och Leksand i Sverige som har nycklar i sina vapen, på grund av att dessa orters ursprungliga medeltida kyrkor var helgade åt samme apostel (liksom Peterskyrkan i Rom). Också Vatikanstaten har ett vapen med två korslagda nycklar. Strängnäs och Linköpings domkyrkor var dessutom helgade åt både Sankt Peter och Sankt Paul (aposteln Paulus). Det kan man se i dessa stifts vapen, liksom i Strängnäs stadsvapen.

## Kort historik och utseende. Västtornens höjd

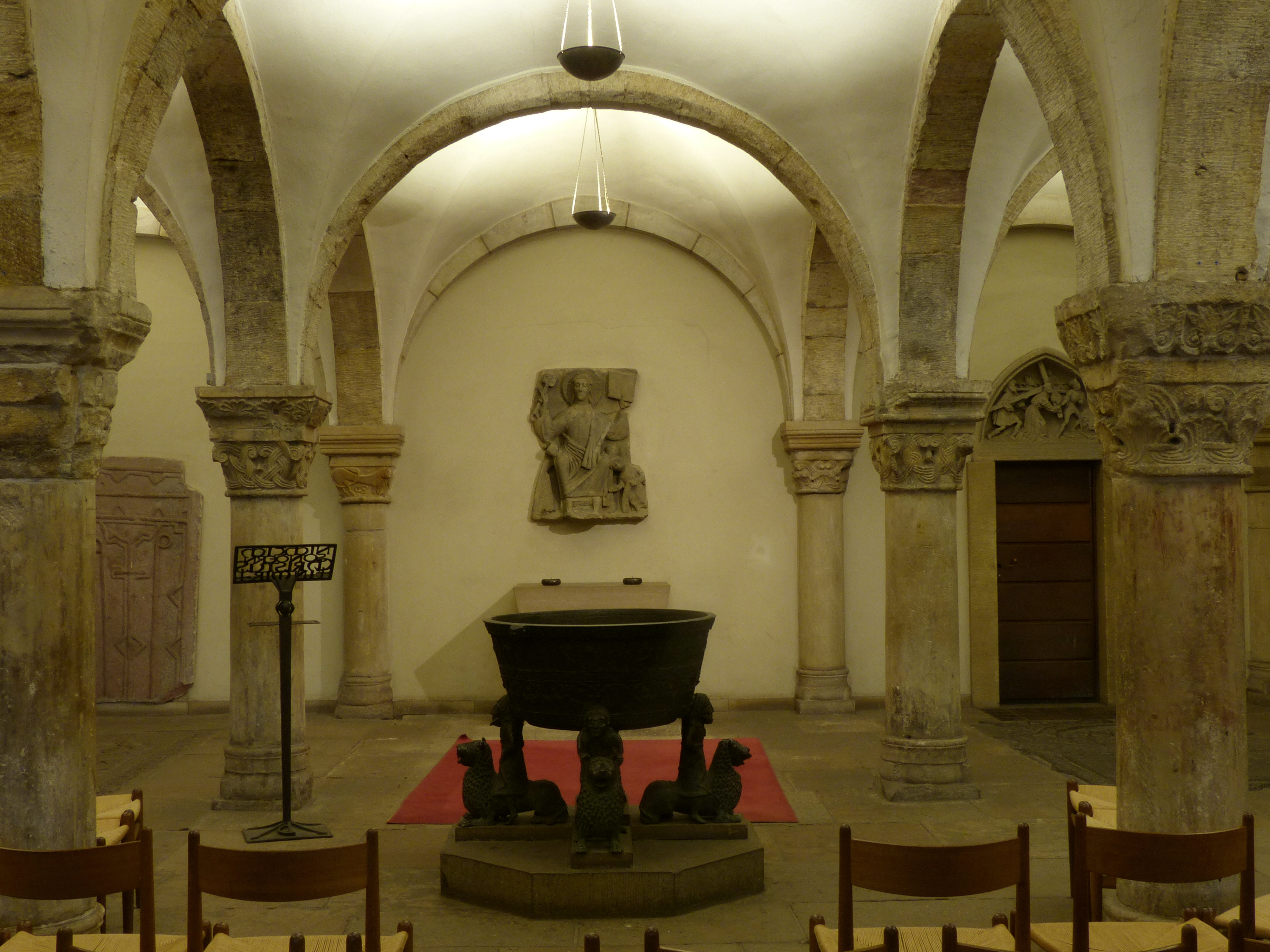
Västra kryptan från 1068 med Kristusbild från 1000-talet och dopfunt från 1220–1230

Domkyrkan är huvudsakligen byggd av sandsten och uppfördes från och med 1000-talet till 1200-talet. På 1300-talet utvidgades kyrkan genom att en rad kapell byggdes till. Under sent 1500-tal byggdes den norra sidan med det norra sidoskeppet om till en sengotisk hallkyrka.
Kyrkan har romanska inslag till exempel i västfasadens bottenvåning med rundbågiga dörröppningar liksom i det typiskt romanska mittornet med förebild i bland annat Mainz. Högre upp på västfasaden finns spetsbågiga inslag i utsmyckningarna, men som ändå har enklare drag än ren gotisk stil (liksom mittornet), så detta är en typ av övergångsstil, som också finns representerad i Limburger Dom, Mainz domkyrka med flera.
Domkyrkans torn är precis 92,31 meter höga (utan korsen och vindflöjlarna) och de är de högsta kyrktornen i staden Bremen. I sydtornet finns en takavsats, på ungefär 68 meters höjd som fungerar som en utsiktsplats. Den når man när man har gått de 256 trappstegen dit upp. Norra tornet är normalt stängt för allmänheten, utom vid en del speciella tillfällen då det öppnas för besökare.

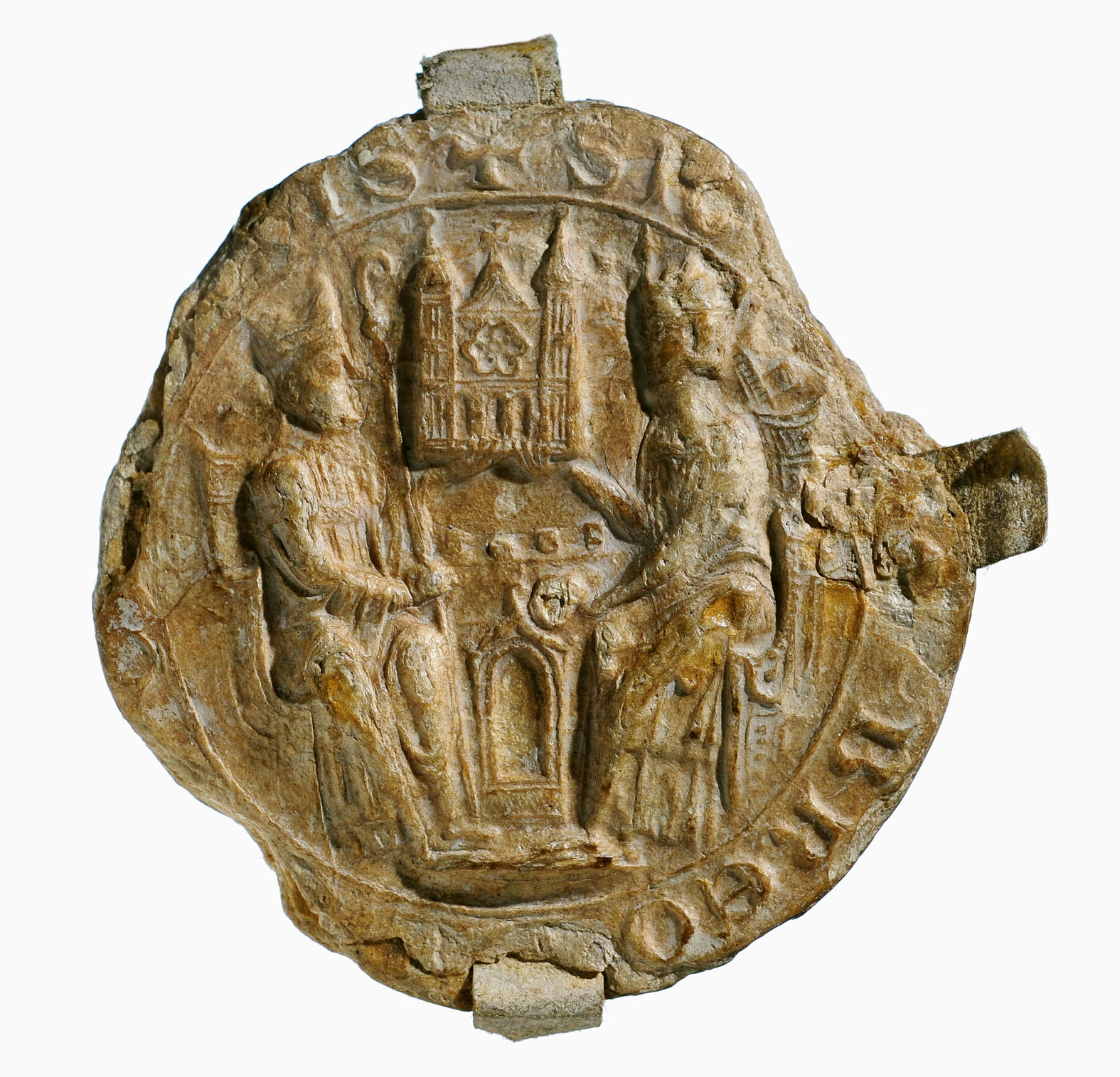
Domkyrkan i Bremens första stadssigill från 1230
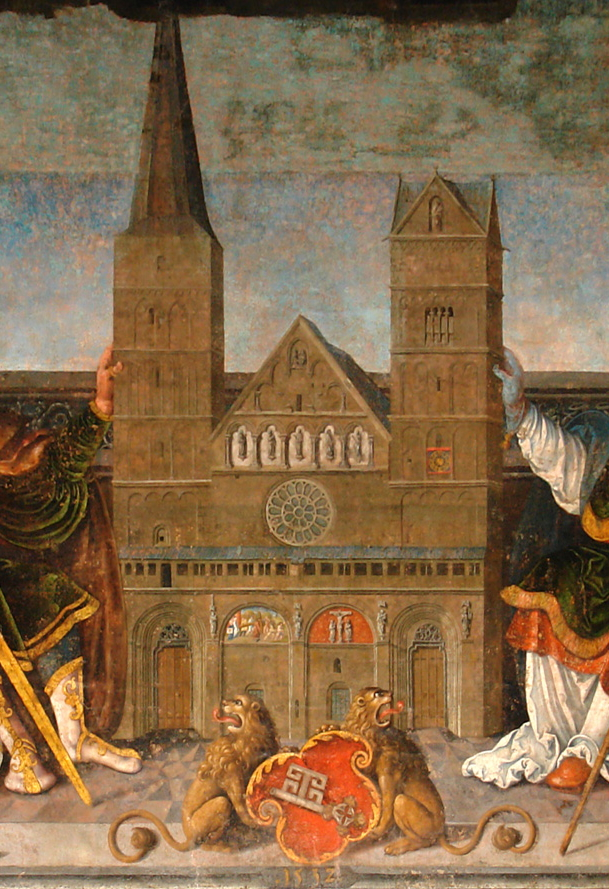
Västfasaden år 1532, målning i rådhuset
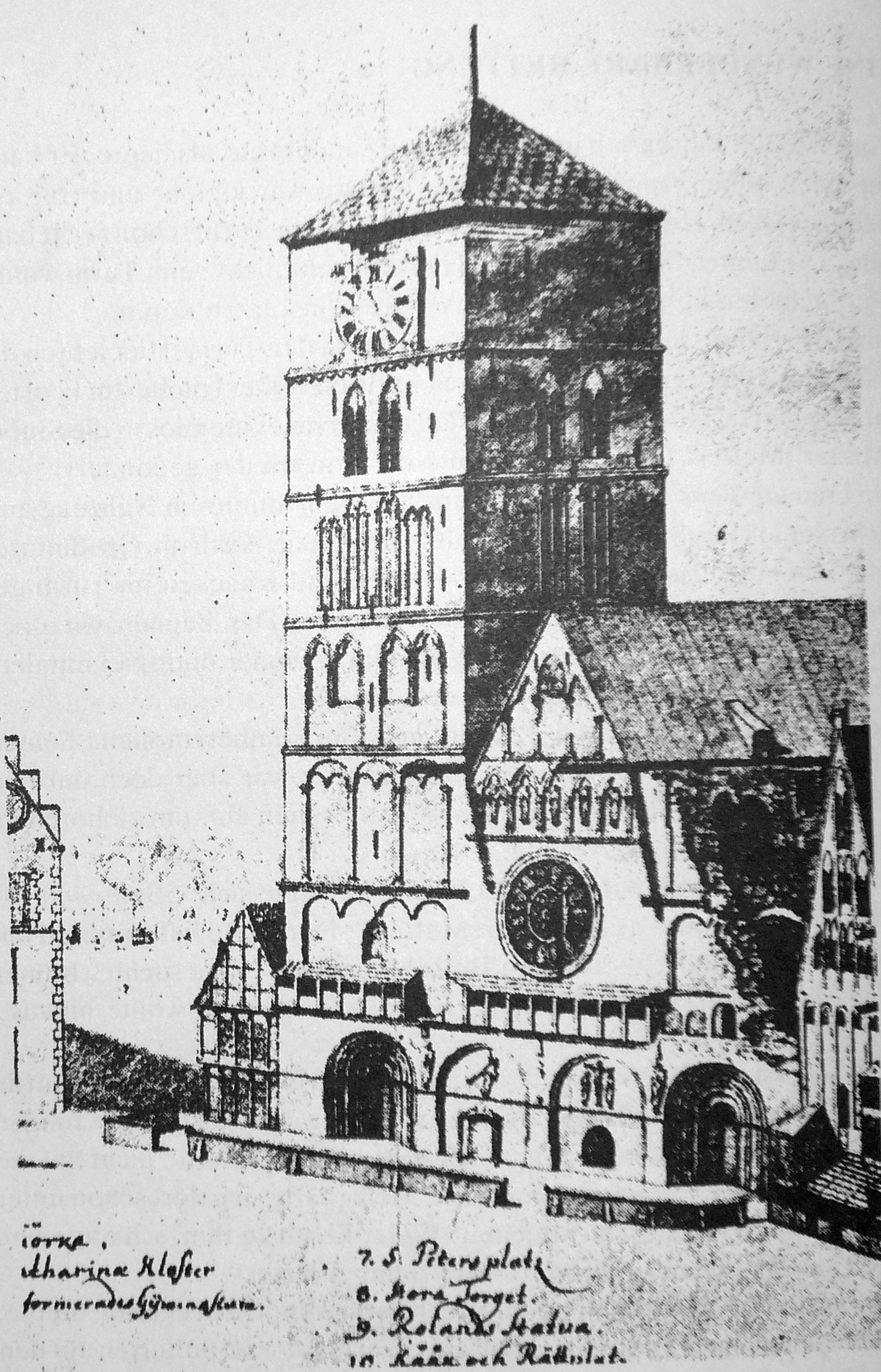
Västfasaden år 1695, svensk målare Erik Dahlbergh
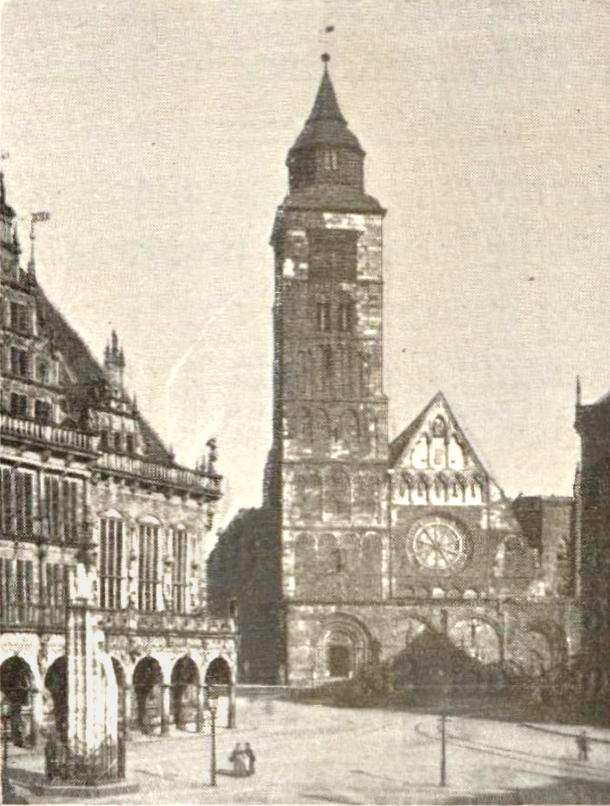
Västfasaden mellan 1883 och 1888
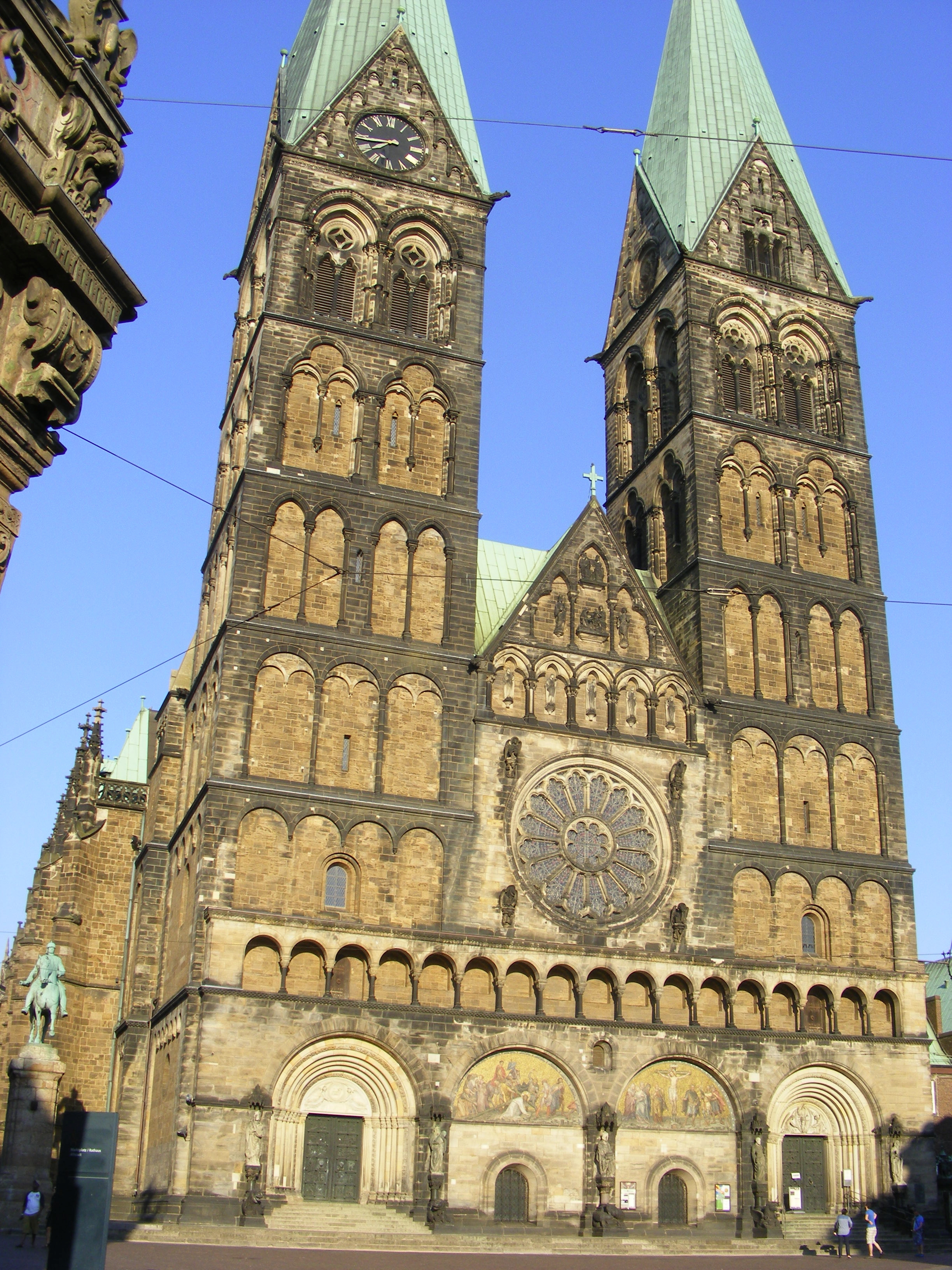
Västfasaden sedan 1992, fotograferad 2015

## Historisk bakgrund och mer detaljerad byggnadshistorik

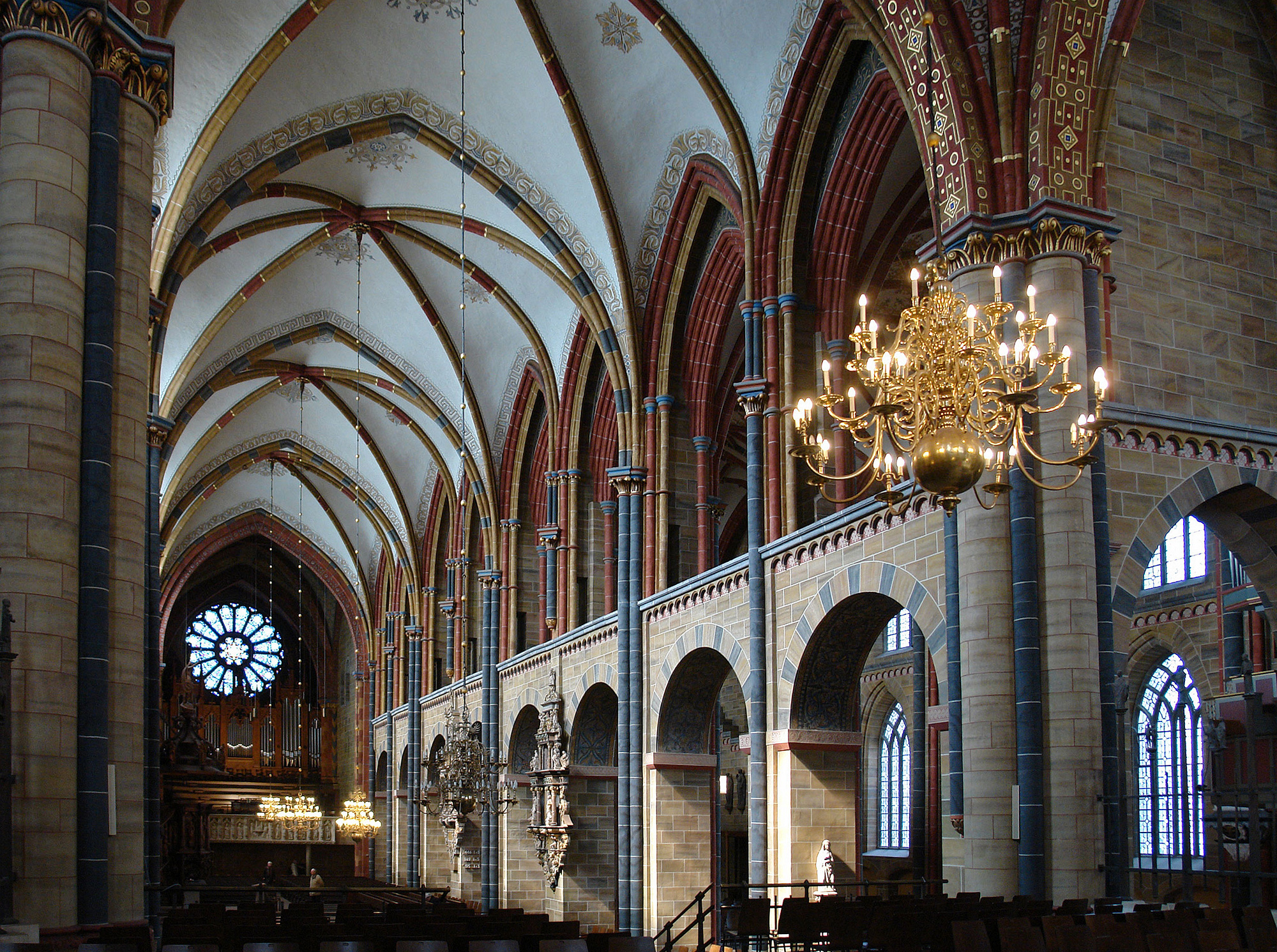
Mittskeppet mot väster från koret. Lägg märke till de lägre romanska rundbågiga valven och de spetsbågiga gotiska valven högre upp.

När Bremen år 789 grundades som biskopssäte av den förste biskopen, den frisiske missionären Willehad, var den första domkyrkan en kyrka i trä. Senare byggdes en stenkyrka under ärkebiskop Bezelin (1035-1043) och denna stenkyrka ("den saliska domkyrkan") utgör kärnan i den nuvarande kyrkan. Detta bygge brann dock till stora delar ner år 1041 i en brand som också lade en stor del av staden Bremen i aska.
Bygget fick mer fart därefter under en annan ärkebiskop, ärkebiskop Adalbert av Bremen. Han orienterade bygget bland annat efter bygget av 800-tals Kölnerdomen och efter katedralen i Benevento, som ligger i Syditalien. Under Adalberts efterträdare Liemar (1072-1101) brann dock kyrkan igen, efter vilken domkyrkan delvis fick byggas upp på nytt.
Ungefär samtidigt kristnades Norden och Bremen och Hamburg hade sedan en tid tillbaka varit ett ärkebiskopssäte. Norden lades under en kyrkoprovins som leddes av ärkestiftet Hamburg-Bremen fram till dess Norden fick sina egna ärkebiskopar.
År 1223 flyttades Hamburgs ärkebiskopsstol återigen till Bremen och kyrkan blev ärkebiskopskyrka. Kort därpå startade ett massivt ombyggnadsarbete för att förbättra kyrkan, med förebild i kyrkobyggena i Rhendalen i romansk stil och i övergångsstil. Nu slogs nya valv i mittskeppet istället för ett tidigare platt tak. Västfasaden med de två tornen och rosettfönstret byggdes upp.

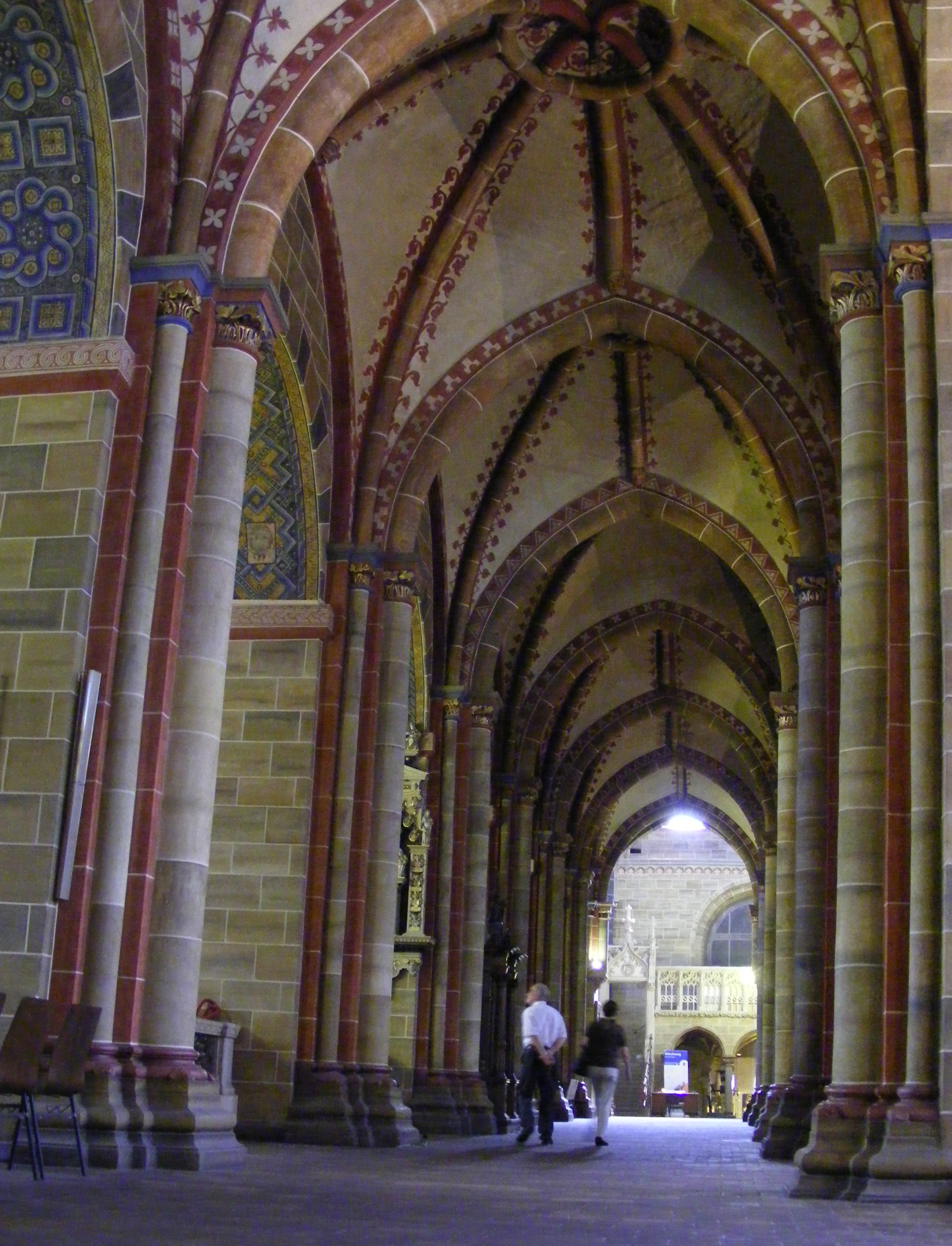
Söderskeppet, tidigt 1200-tal
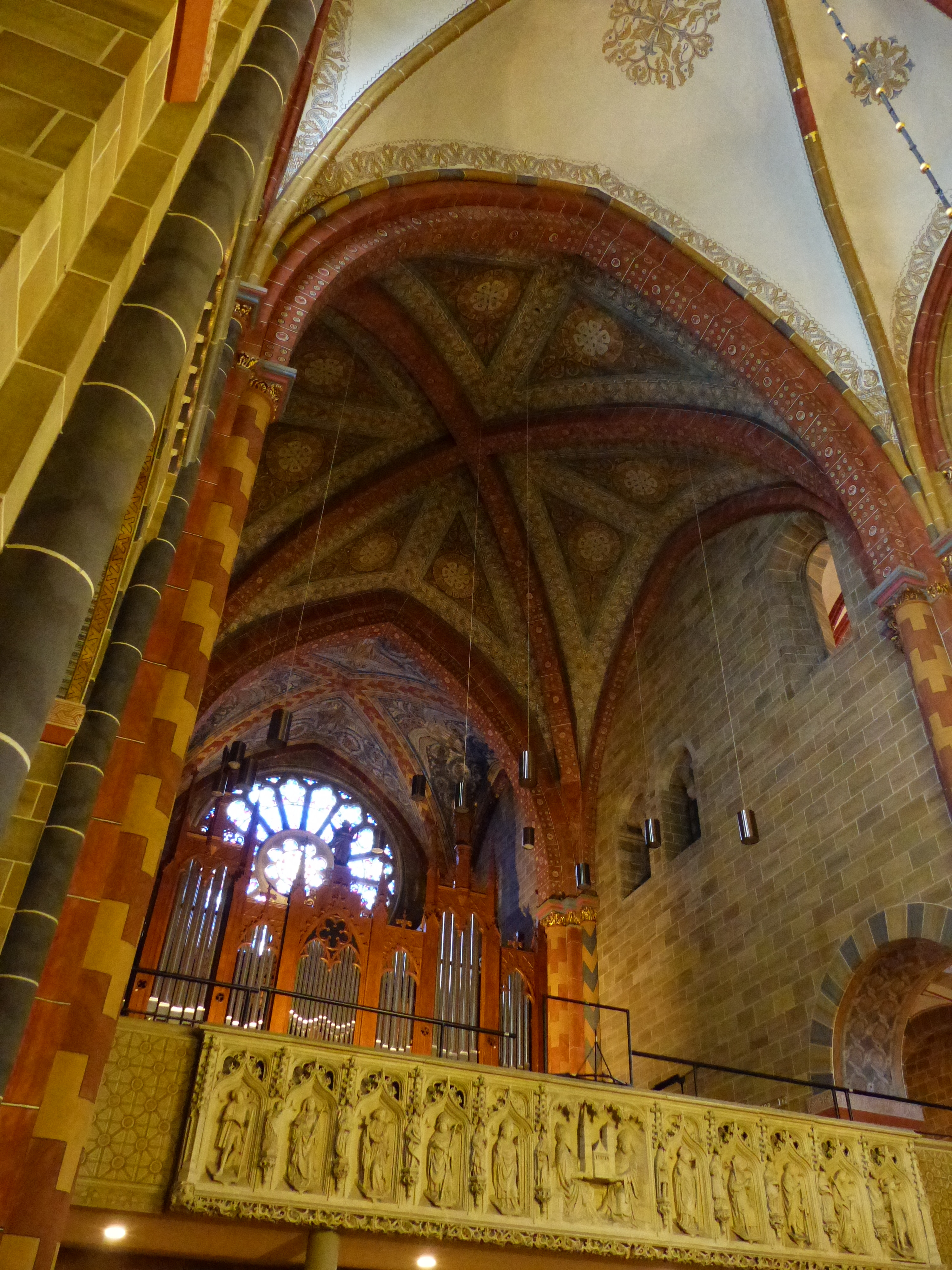
Orgelempor
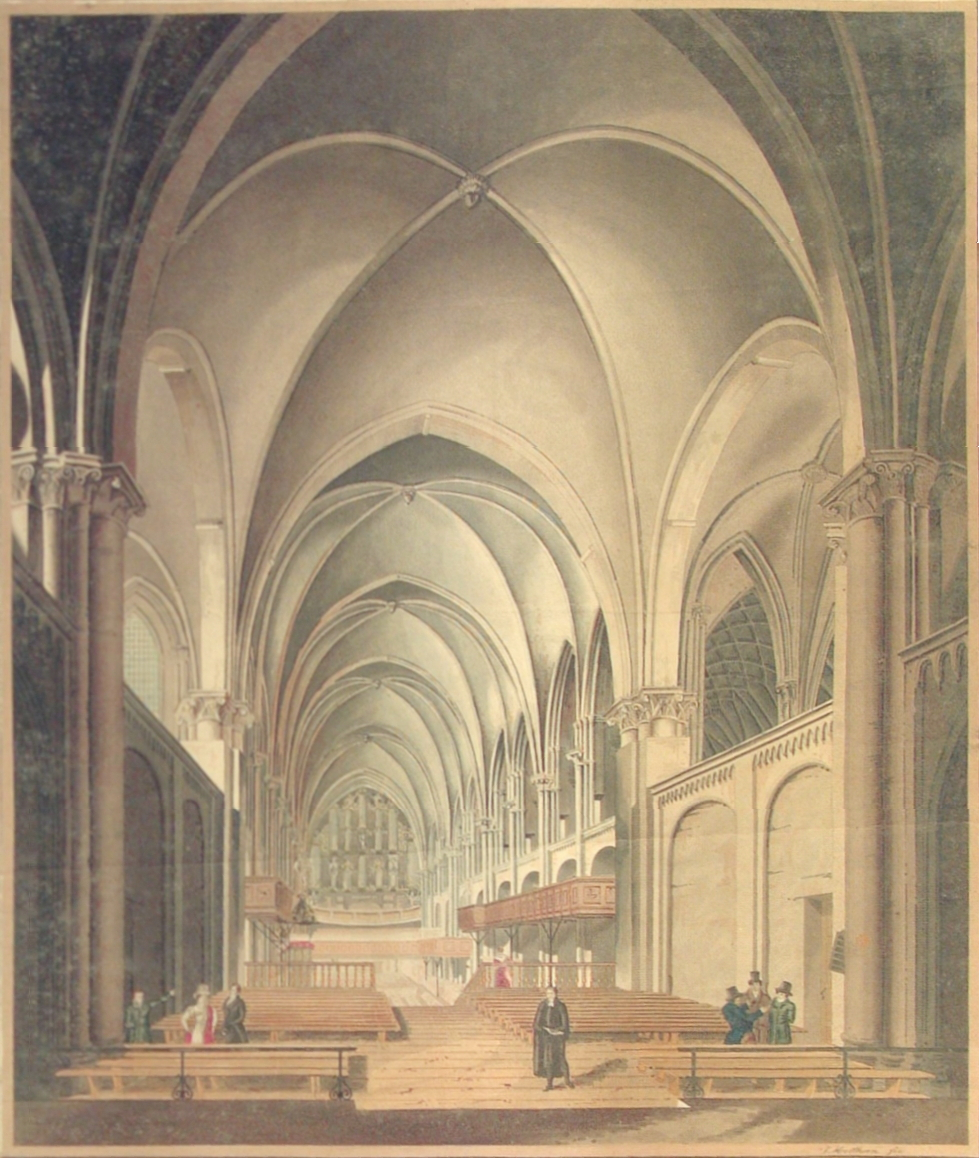
Mittskeppet mot väster från koret år 1824–28 med Arp Schnitgers orgel från 1693–98 och nya kyrkbänkar från 1823/24
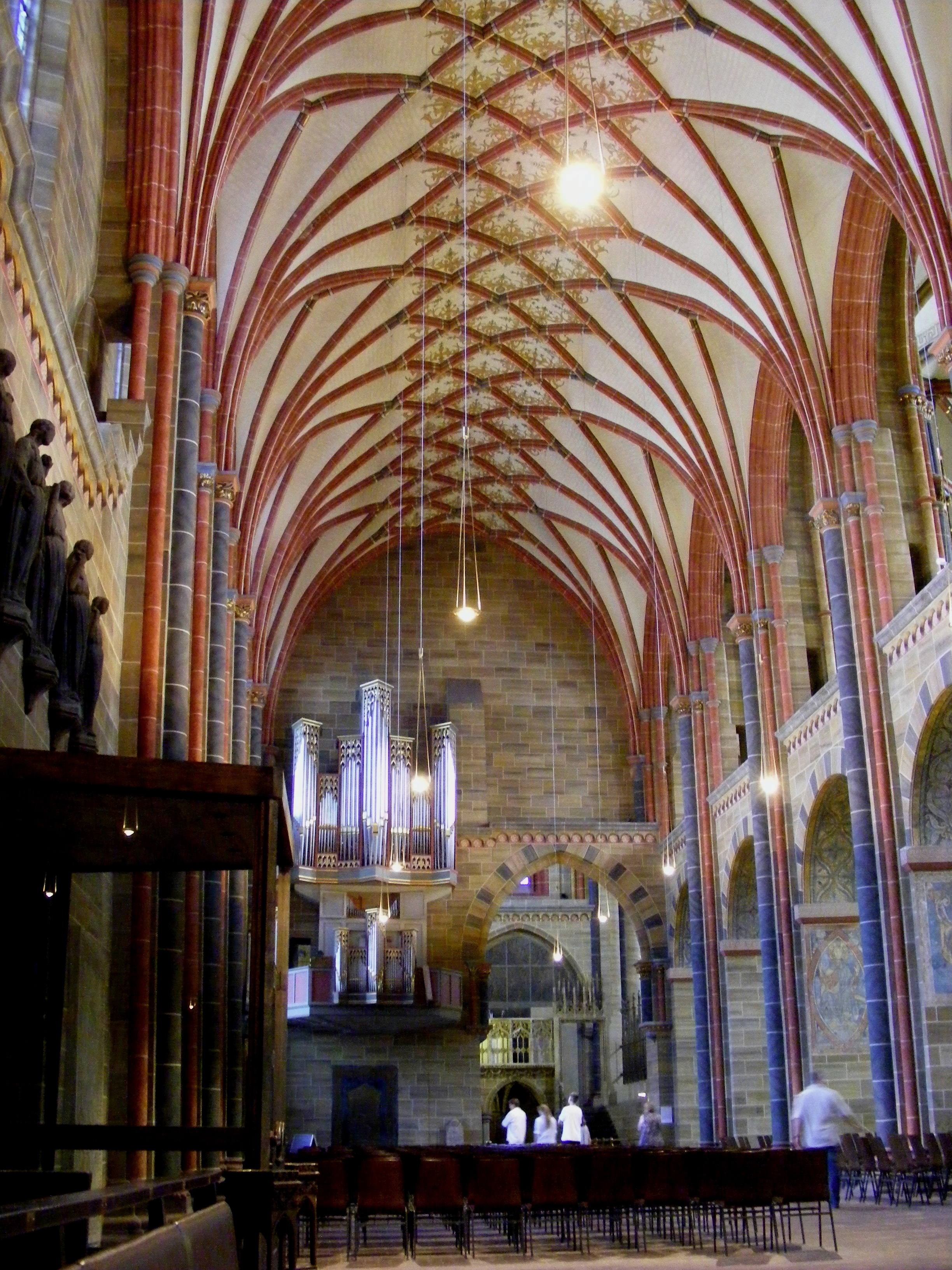
Norrskeppet, 1502–1522

Omkring år 1500 ersattes som nämnts det tidigare norra sidoskeppet med en ny stor sal i form av en hallkyrka, som fick samma höjd som mittskeppet. Denna del har fönster i två våningar. Över salen slogs nätvalv. Förebild för detta nybygge var Vituskatedralen i Prag. Förmodligen planerades en liknande ombyggnad av södra sidoskeppet, men det blev inte av.
Den 27 januari 1638 störtade en nedre del av södra tornet samman och åtta människor dog. Knappt tjugo år därefter, den 4 februari 1656, drabbades domkyrkan av sin tredje svåra brand och det norra tornet brann ner, mitt under återuppbyggandet av det södra tornet.
1889-1901 restaurerades domkyrkan för att avsiktligen återställa den till dess medeltida utseende, dock något överarbetat i tidens nyromanska stil.

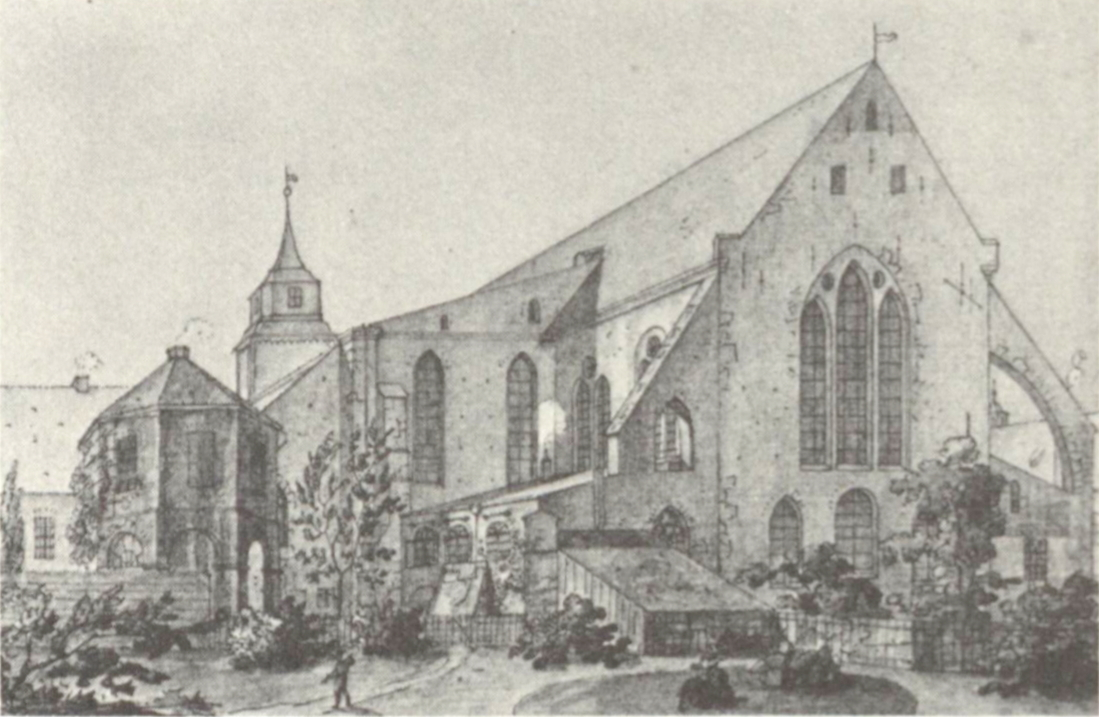
Kor och södertvärskeppet år 1820
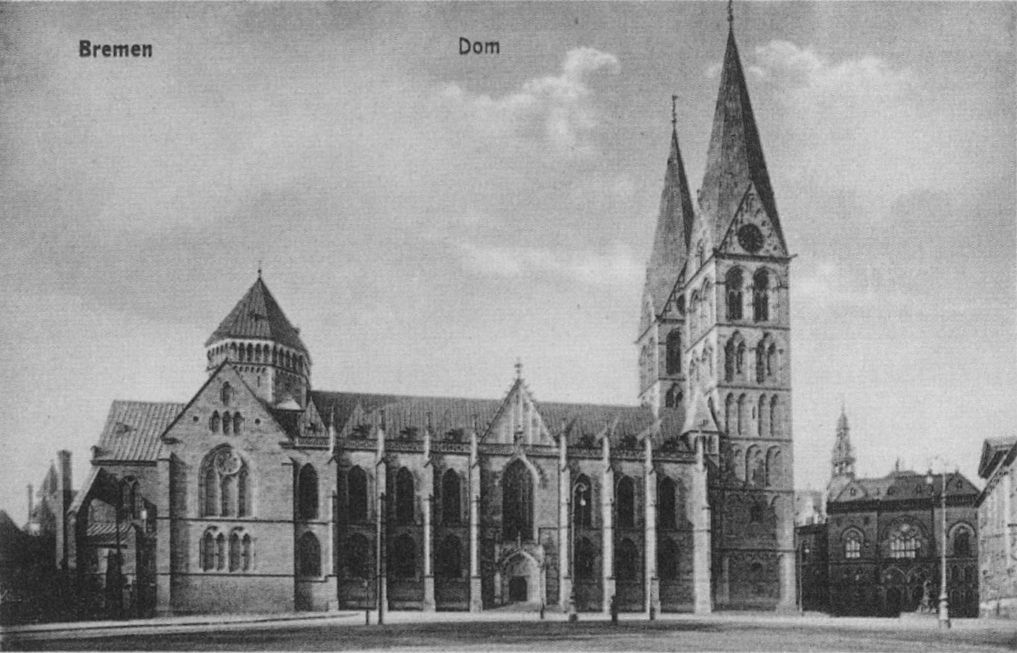
Norrsidan år 1902
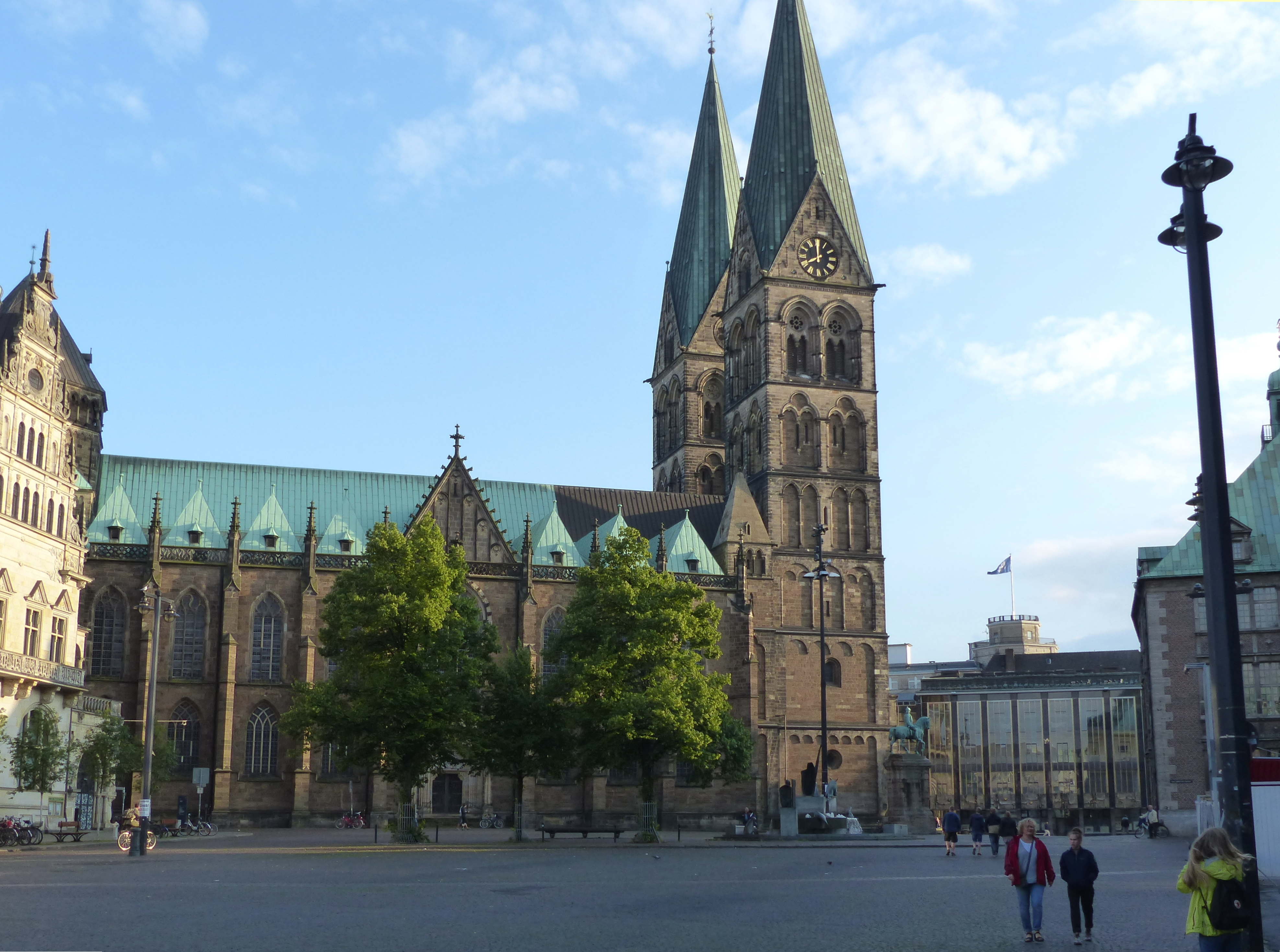
Norrsidan år 2015
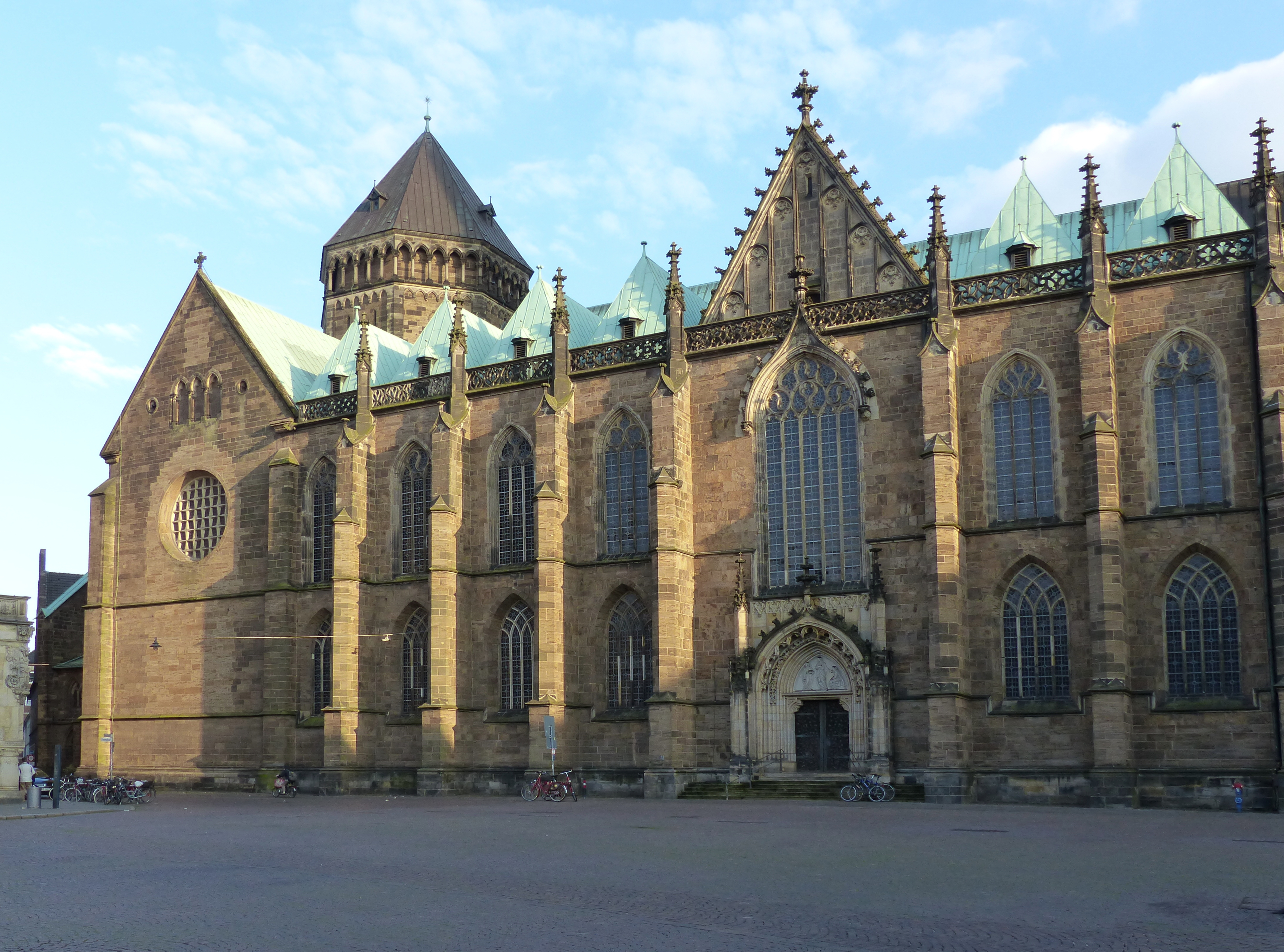
Norrsidan år 2015 med gotiska fönster, nygotisk brudportal och det nyromanska mittornet

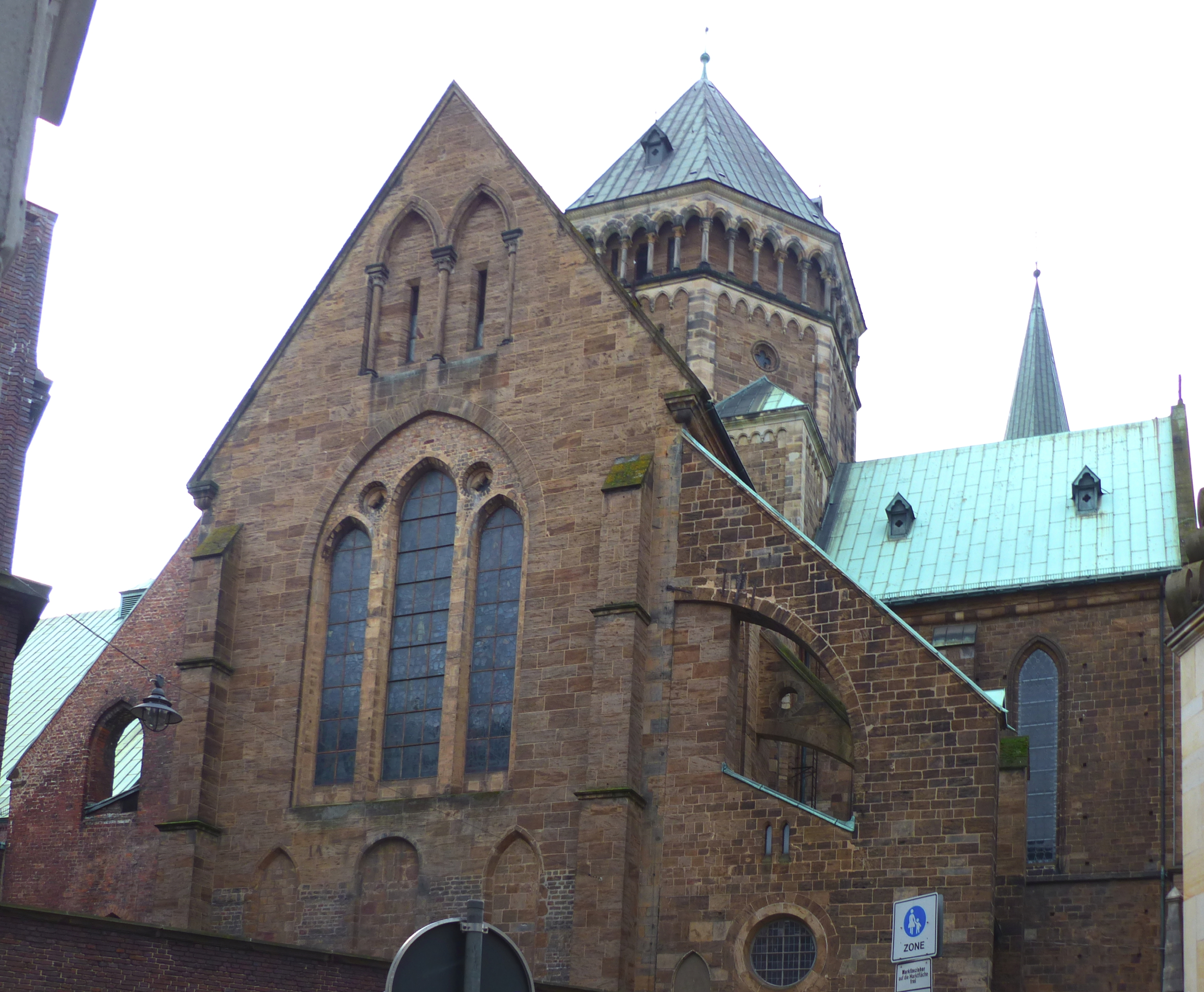
Kor, mittornet från 1896–1899 och norrtvärskeppet år 2015
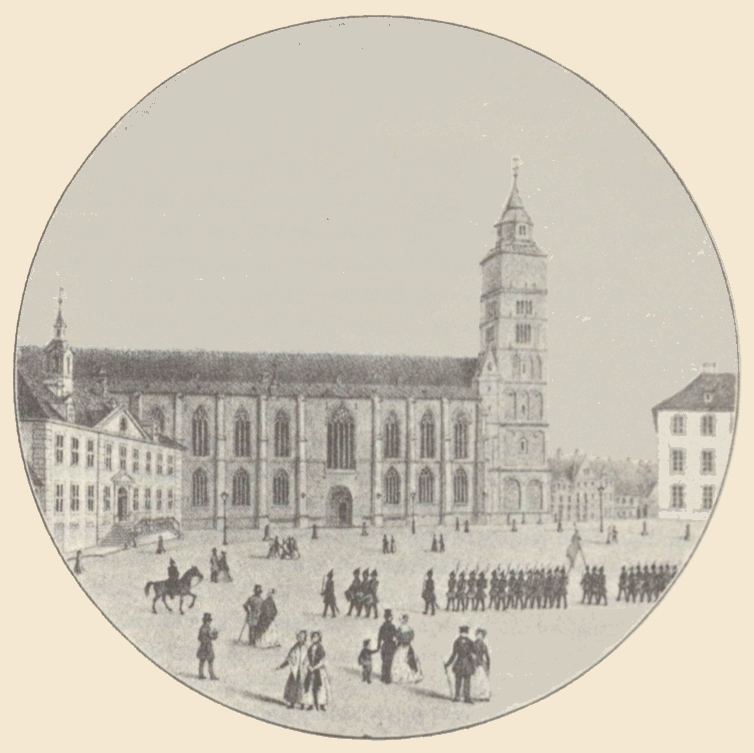
Norrsidan omkring år 1850.
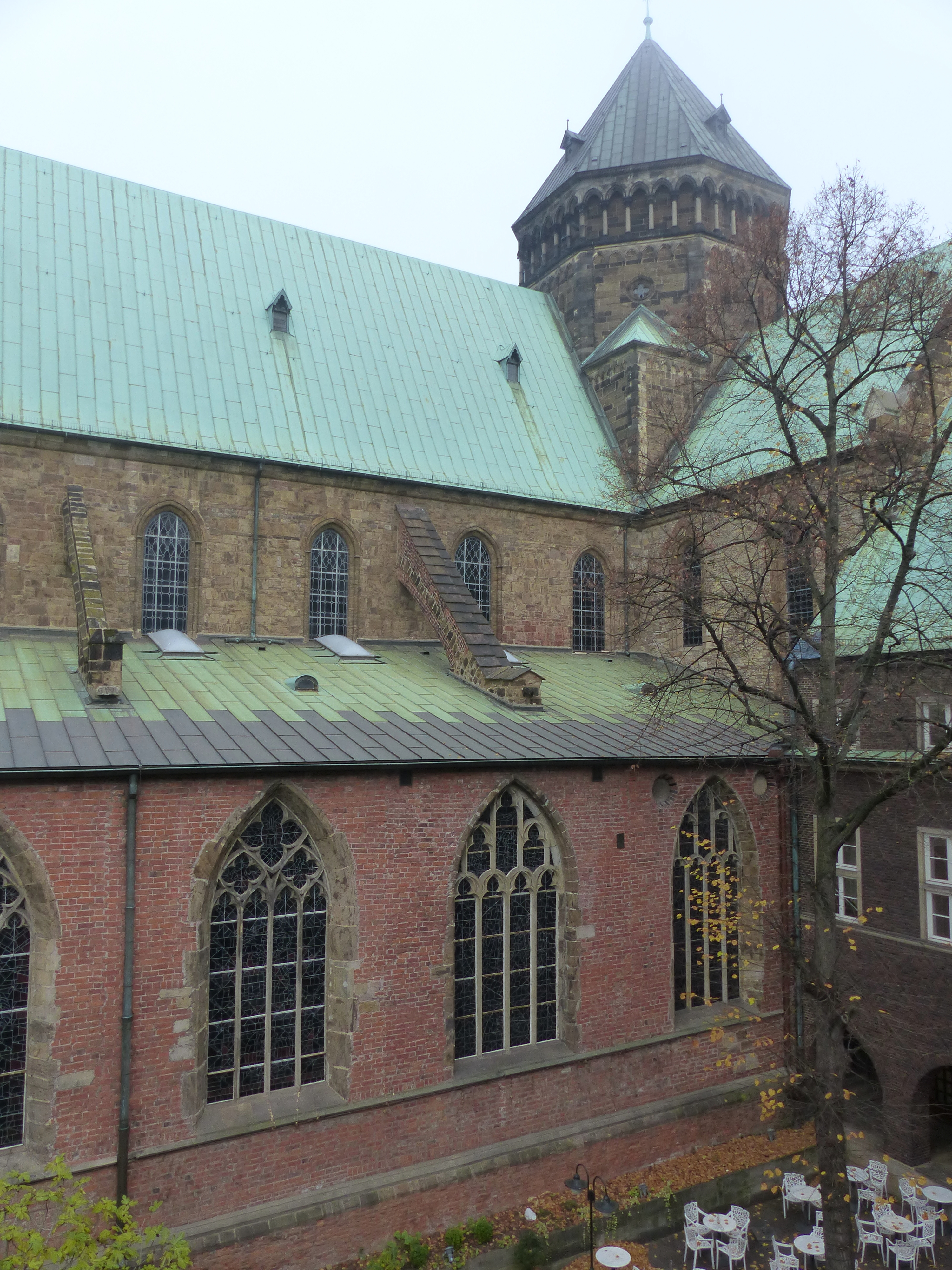
Det romanska mittskeppet och tvärskeppet, nyromanska mittornet och det låga söderskeppet, år 2015

I mars 1945 träffades norra sidan av domkyrkan av en bomb. Stora delar av valven störtade in, och rasrisk förelåg i hela kyrkan. Några stenar ligger fortfarande i kyrkan efter detta som ett minne. Koppartaket är också annorlunda färgat just där bomben träffade; det har ingen patina.
1973-1979 skedde omfattande restaurationsarbeten, som både åtgärdade skador på murar och grundmurar, och förde interiörens utseende närmare medeltidens genom att byta ut senare ändringar.
Efter alla dessa ändringar, finns dock ändå en hel del bevarat från den ursprungliga kyrkan, eftersom inte allt byggdes om.

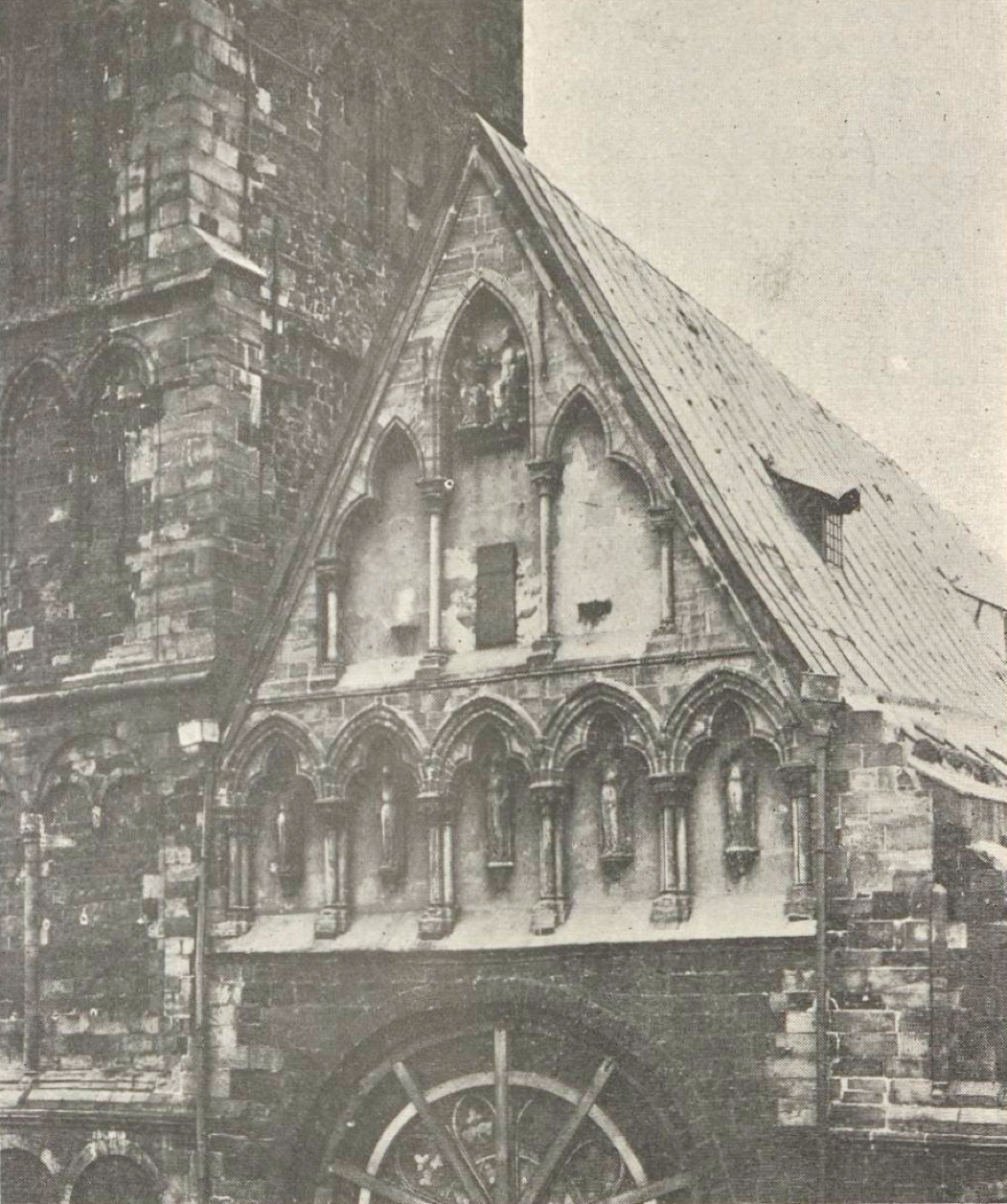
Västgaveln med Marias kröning och fem jungfrur år 1888
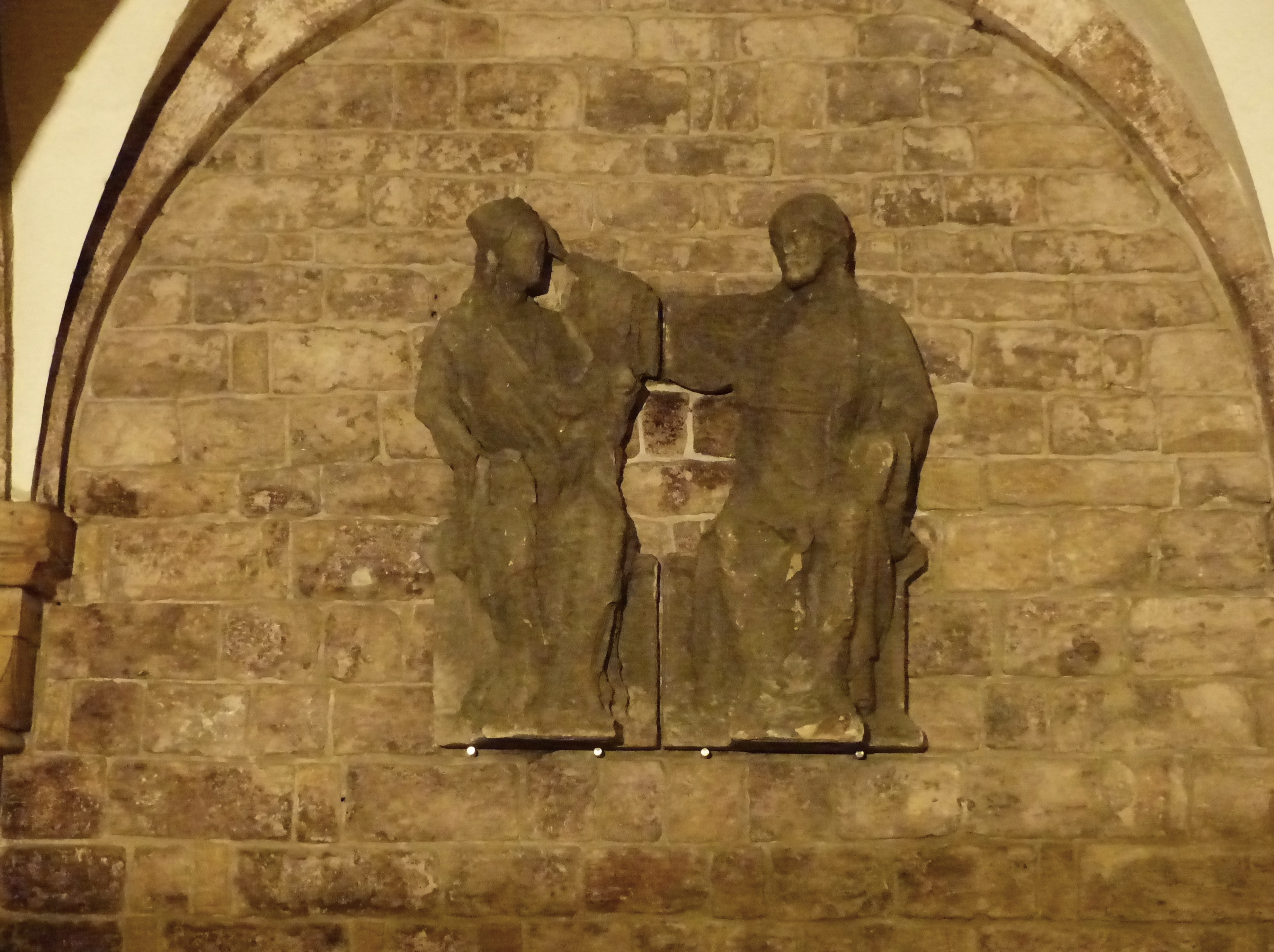
Marias kröning från västgaveln, nu i östra kryptan
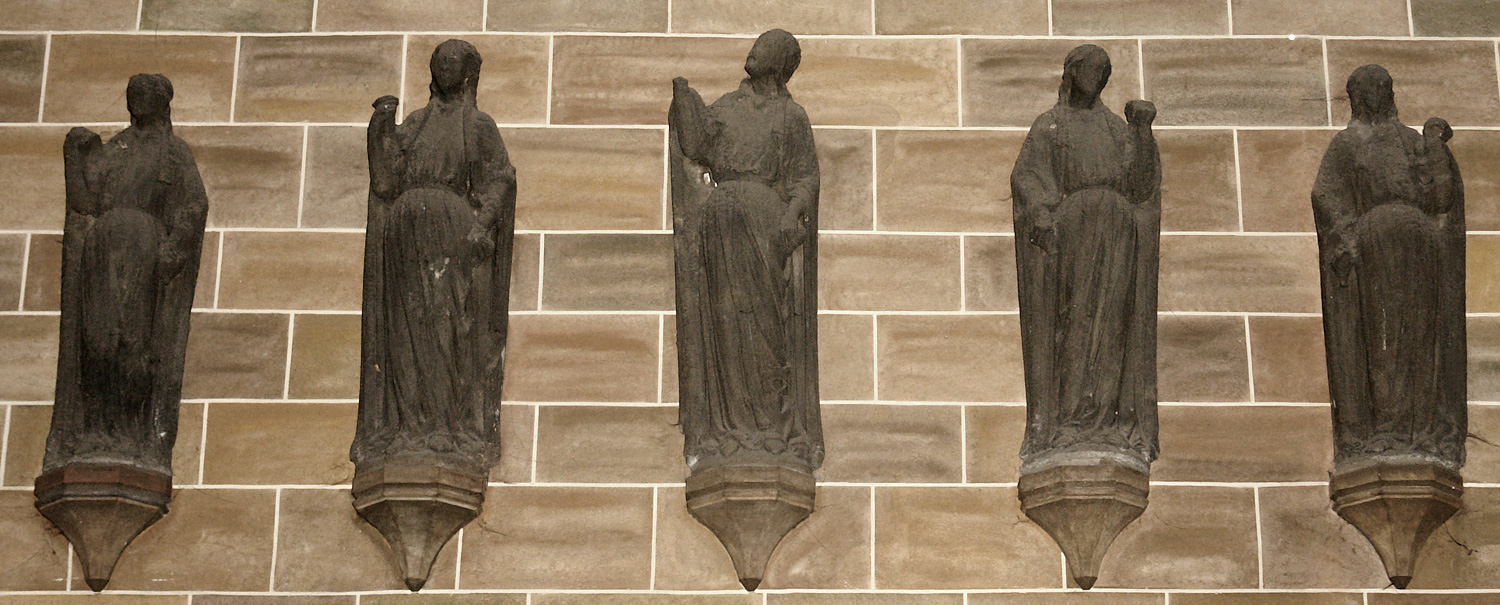
Fem jungfrur i norrskeppet
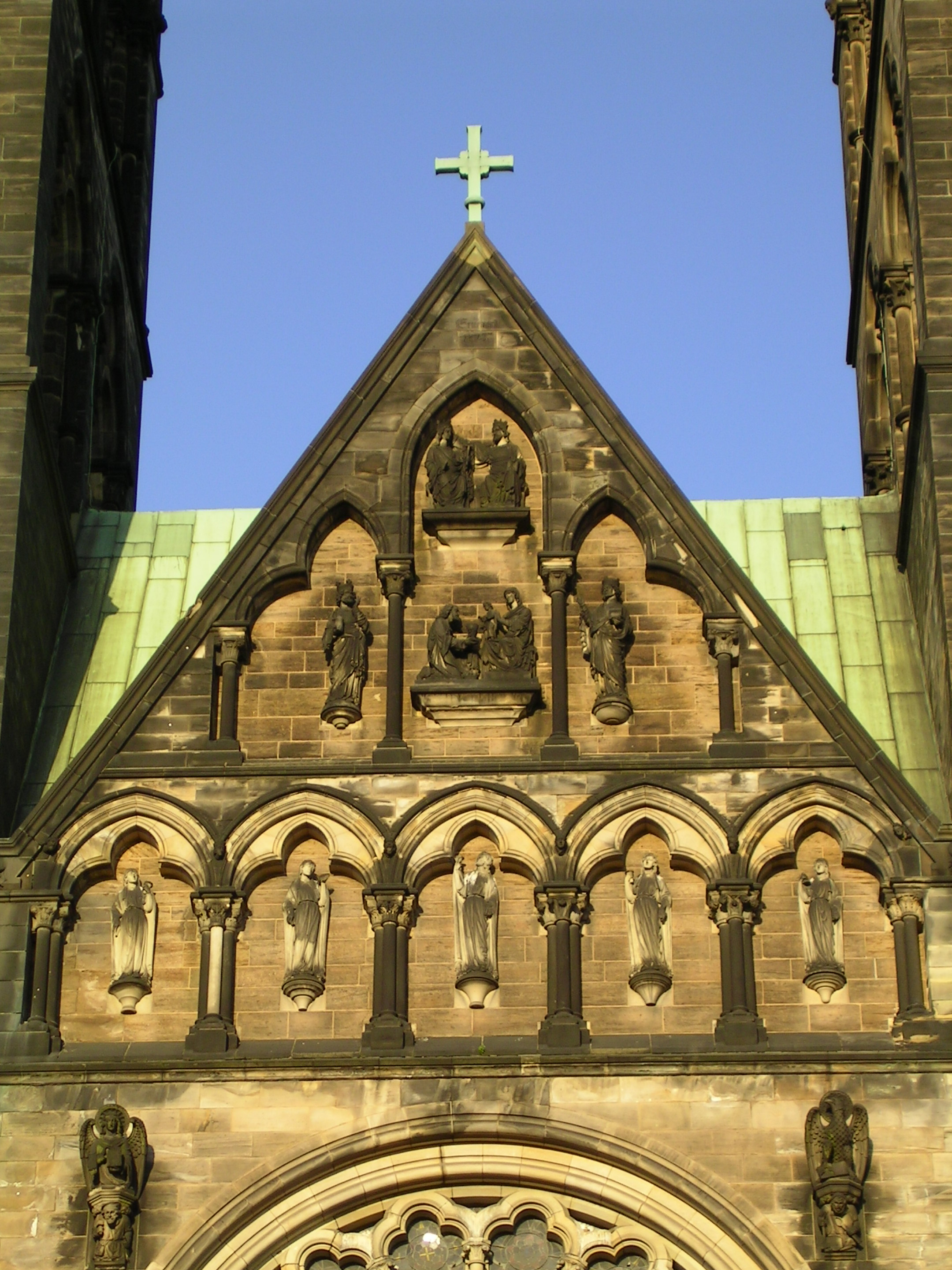
Västgaveln år 2006 med replika av Marias kröning och hel nya skulpturer

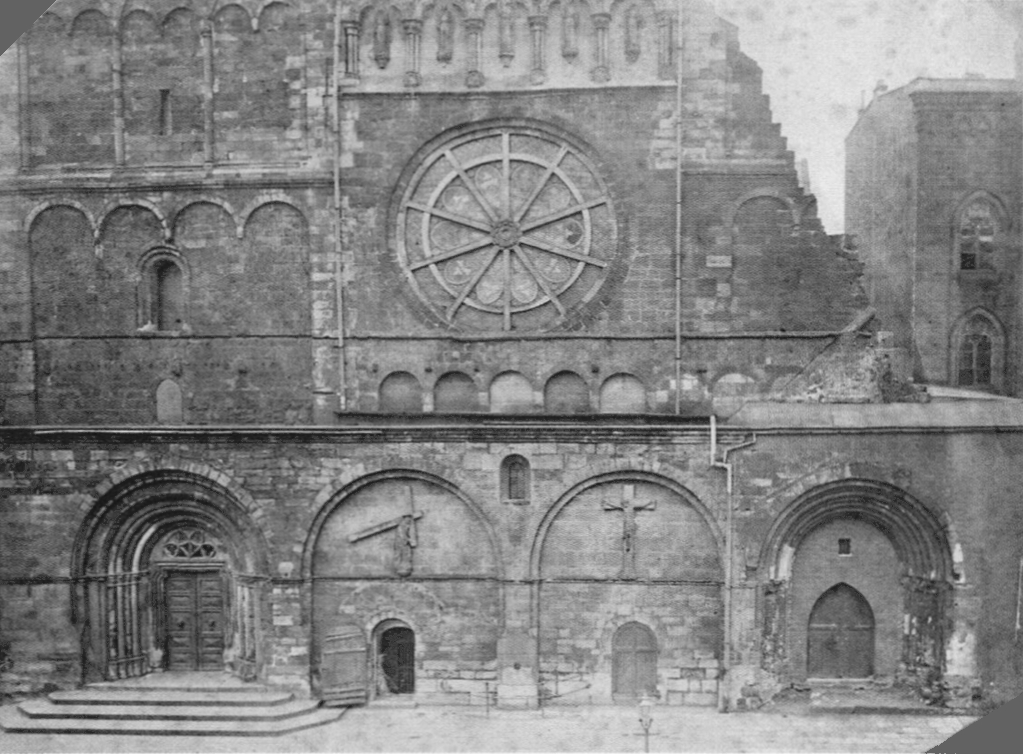
1887: skulpturer i fasadens mellersta bågar
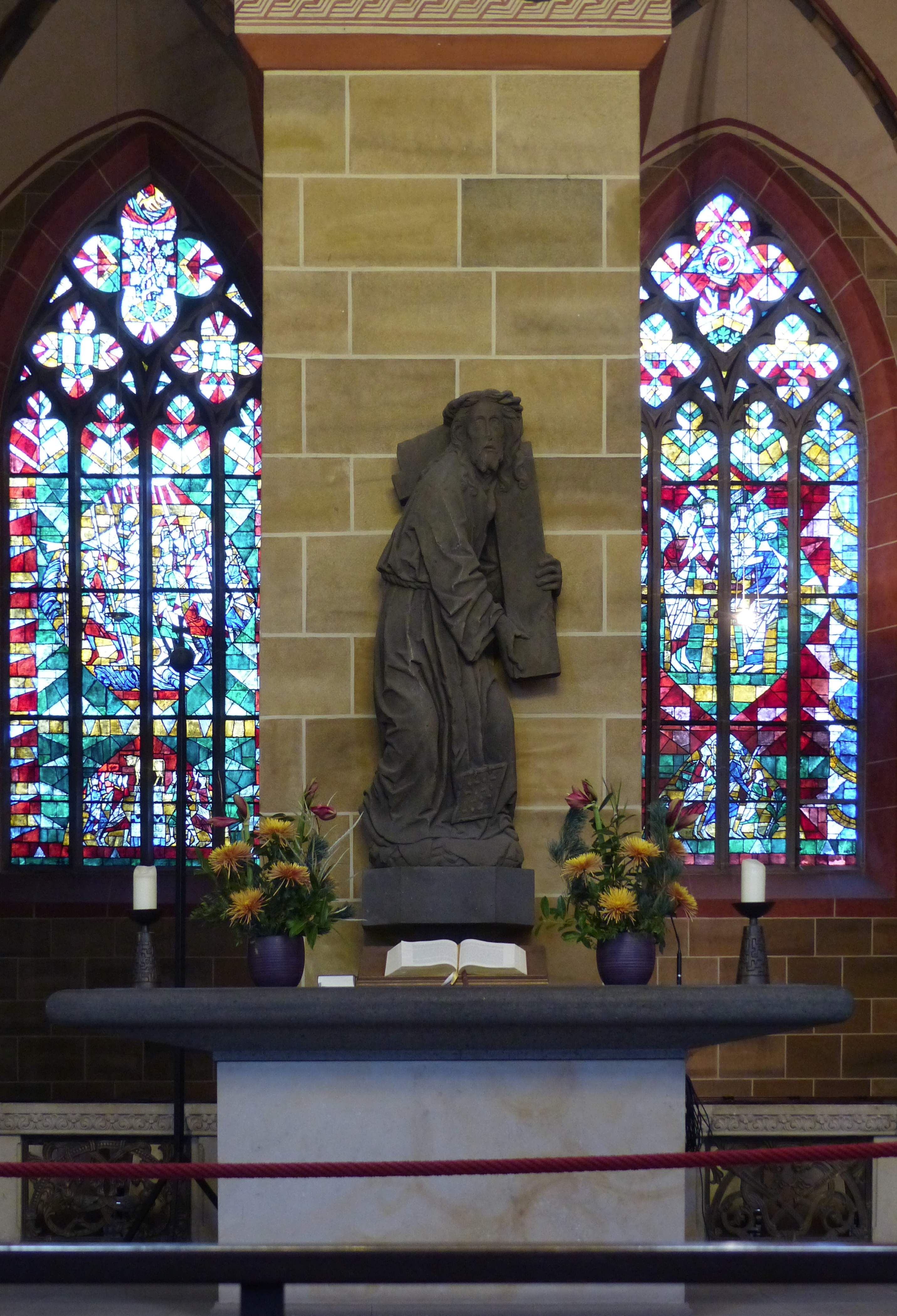
Skulptur från den vänstra mellersta bågen, nu över centrala altaret
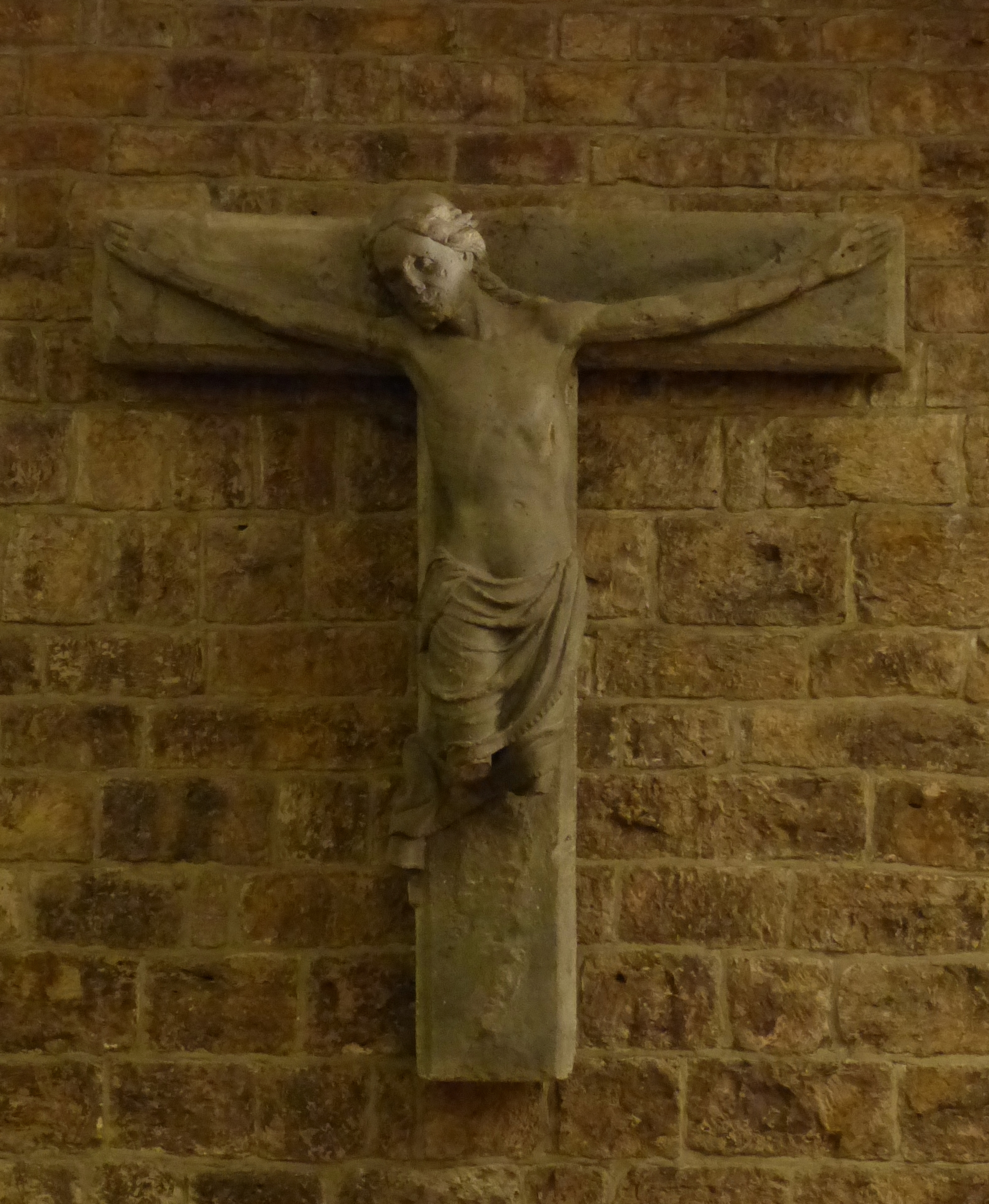
Skulptur från den högra mellersta bågen, nu i östra kryptan
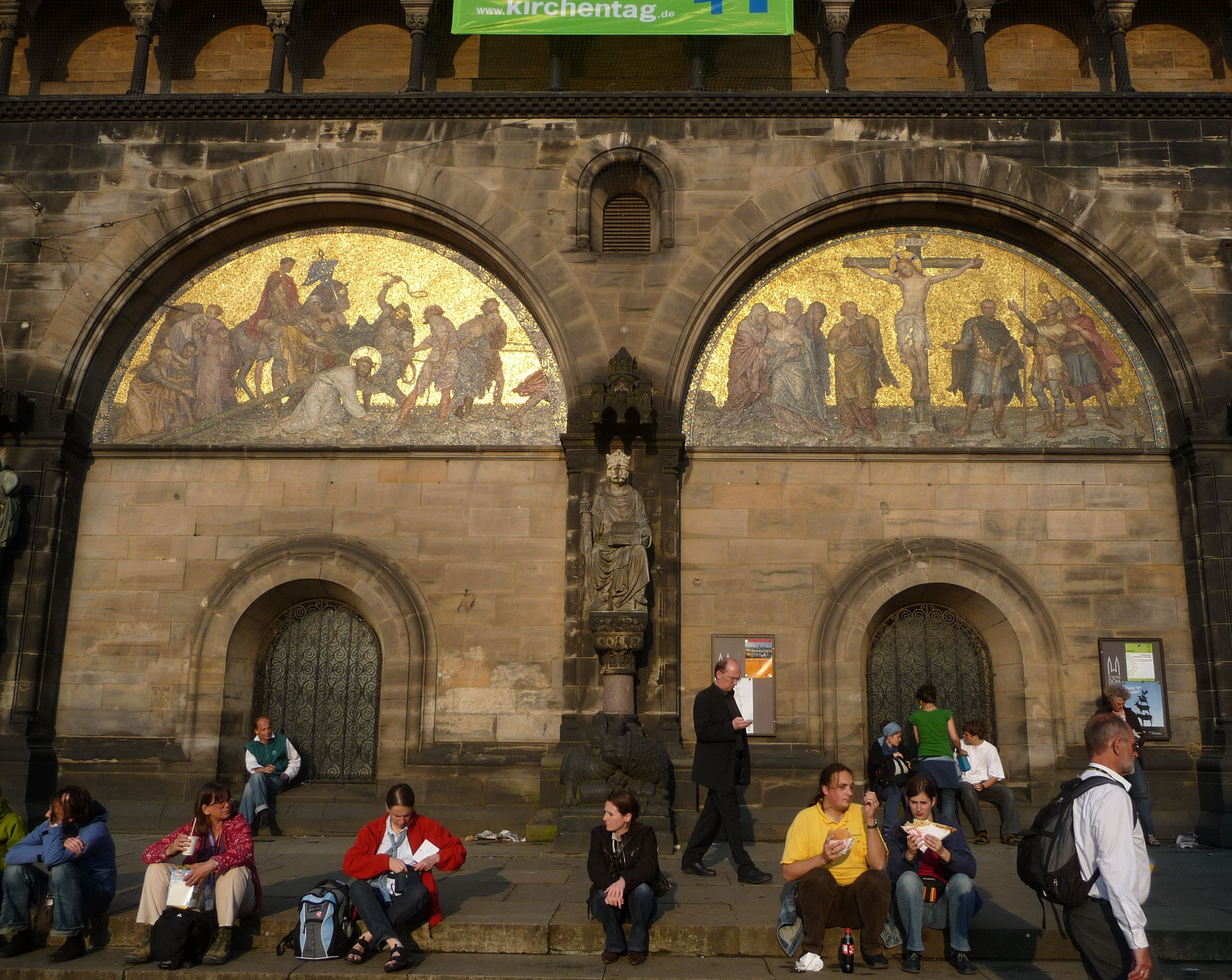
Nu: mosaiker i mellersta bågarna

### Kyrklig historia

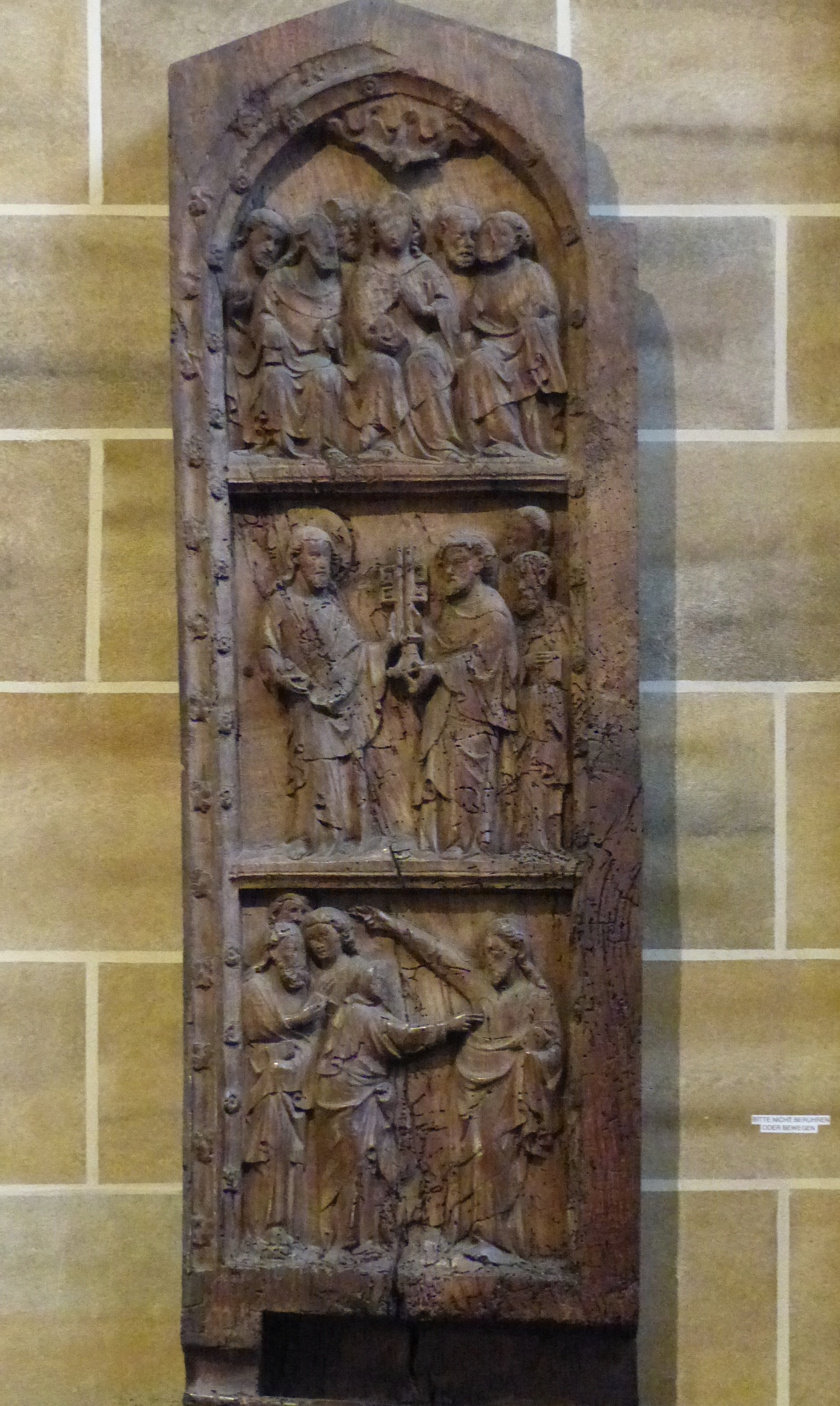
En av nio korstolssidor, ↑ :Kristus och Tomas, Kristus och Petrus, pingstundret

År 1522 höll Hendrik van Zutphen den första reformatoriska predikan i Bremen. Därefter var hansastaden under flera århundraden protestantisk. År 1534 infördes en kyrkoordning antagen av Martin Luther. Senare, 1561, uppstod flera stridigheter mellan lutheraner och anhängarna av en annan av reformatorerna, Philipp Melanchthon. Efter detta stängdes domkyrkan i 77 år, eftersom den tillhörde Bremens ärkestift och inte staden Bremen.
År 1581 slöt Bremen upp bakom den mer kalvinistiskt färgade reformationen från Genève. År 1595 fick så Bremen en kyrkoordning efter en "tysk-reformert" trosinriktning författad i Bremen under namnet Consensus Bremensis. Omkring 1600 infördes också Heidelbergkatekesen.
År 1638 öppnades domkyrkan igen för den lutherska läran under ärkebiskop Fredrik av Danmark. Genom inflyttning växte den lutherska domkyrkoförsamlingen, som dock länge förblev den enda lutherska församlingen i staden. Efter 1648 lydde den under svenskarna, och efter 1715 under ett konsistorium i staden Stade i kurfurstendömet Hannover.
Efter att den sista lag, som beslöts av tysk-romerska rikets riksdag i Regensburg (lagen kallades Reichsdeputationshauptschluss), mist sin verkan, kom domkyrkan 1802/1803 i staden Bremens ägo, som förgäves försökte upplösa den lutherska domkyrkoförsamlingen. År 1830 utfärdade församlingen en stadga om sitt eget självstyre och staden Bremen erkände slutligen församlingens rätt att existera och rätt att inneha domkyrkan.

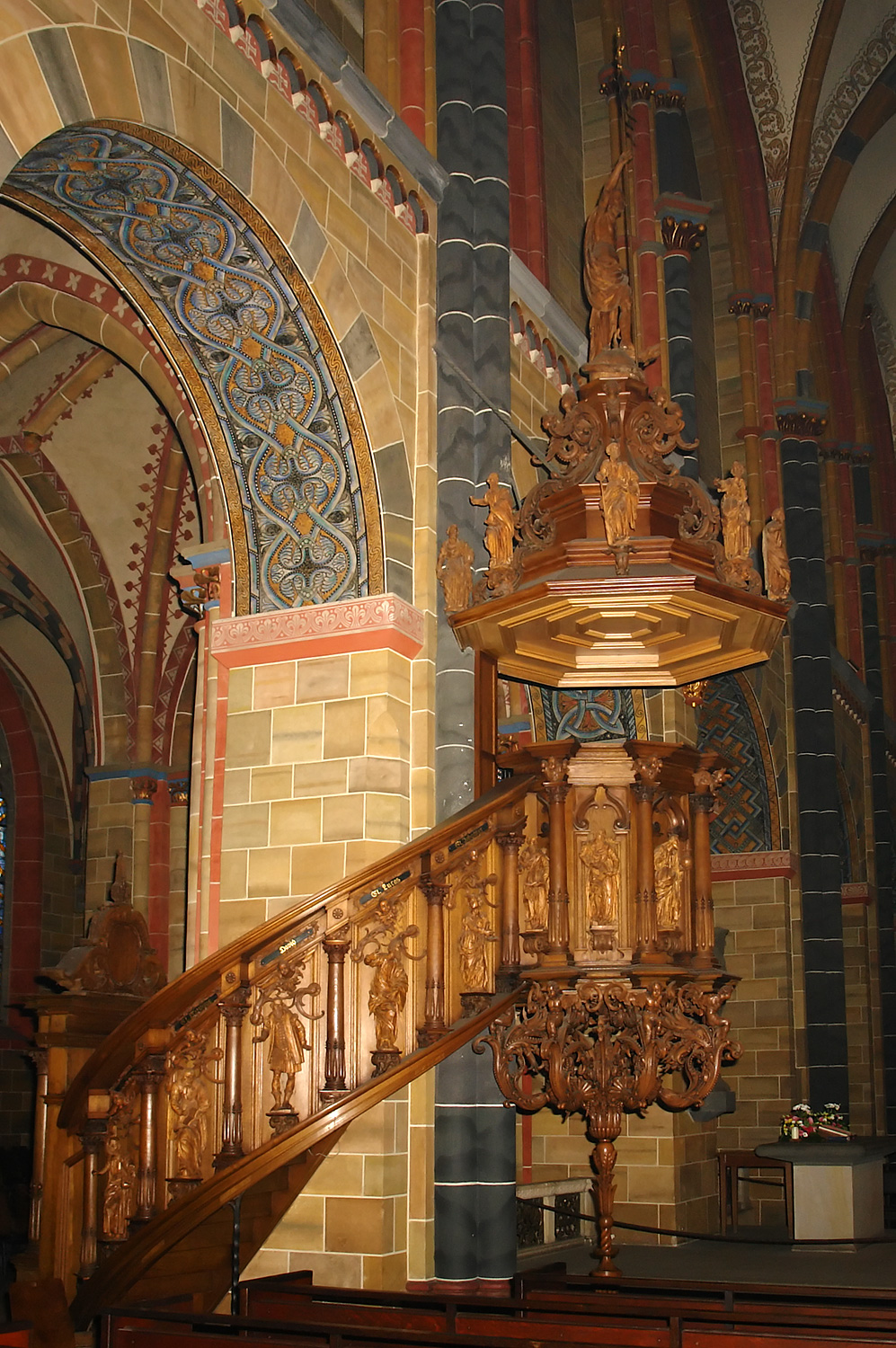
Predikstol från 1641
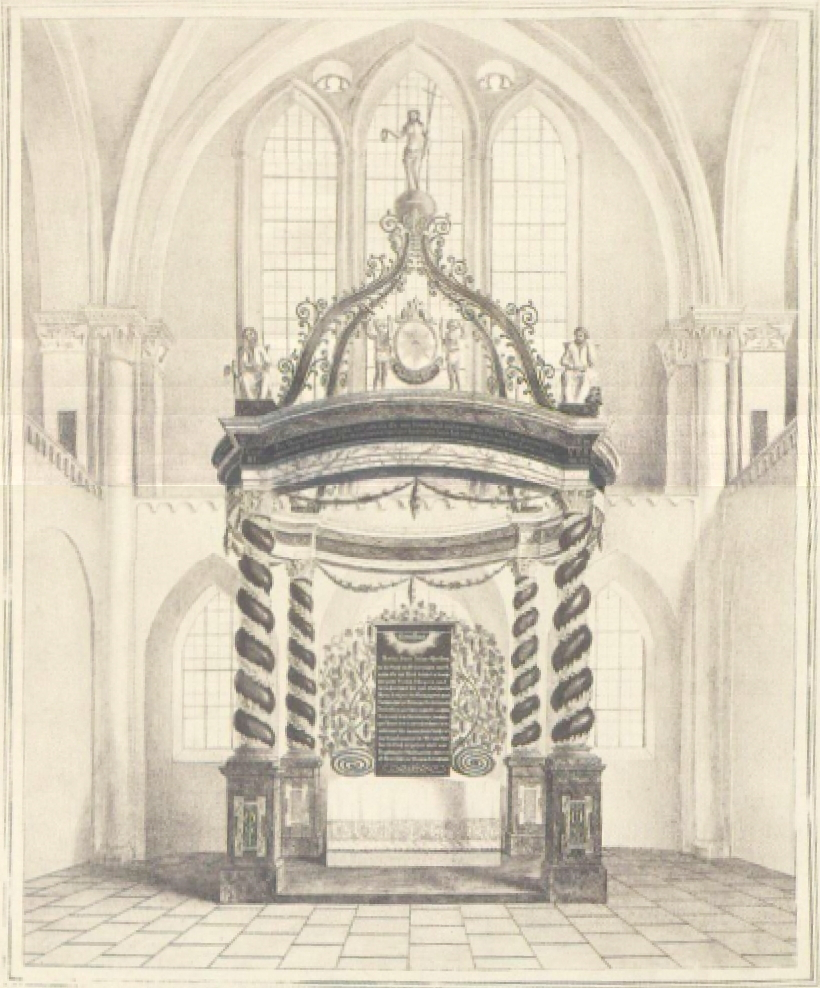
Högaltaret i barockstil som var i bruk 1694/96–1839
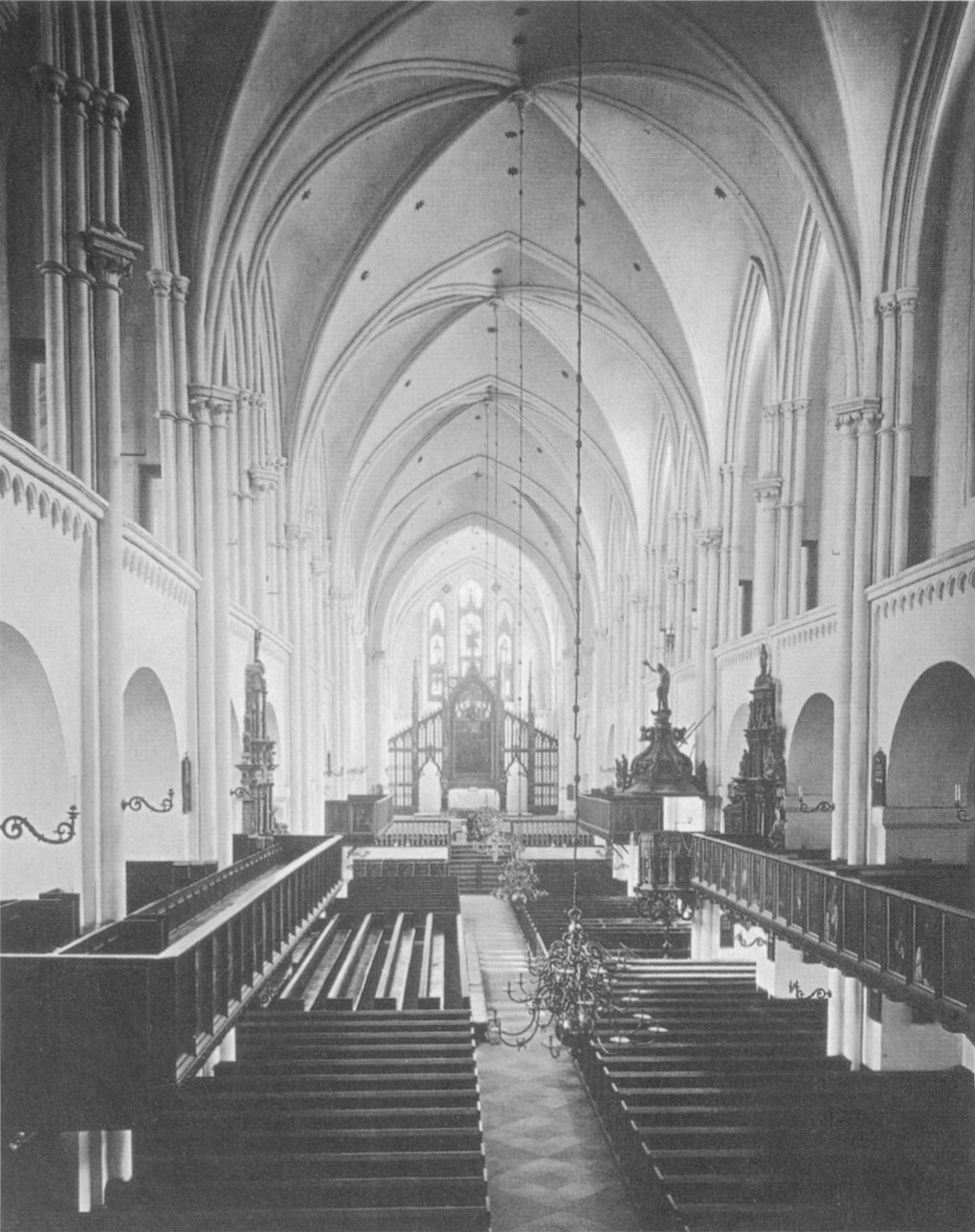
Mittskeppet år 1876 med det nygotiska altaret från 1840 och empor
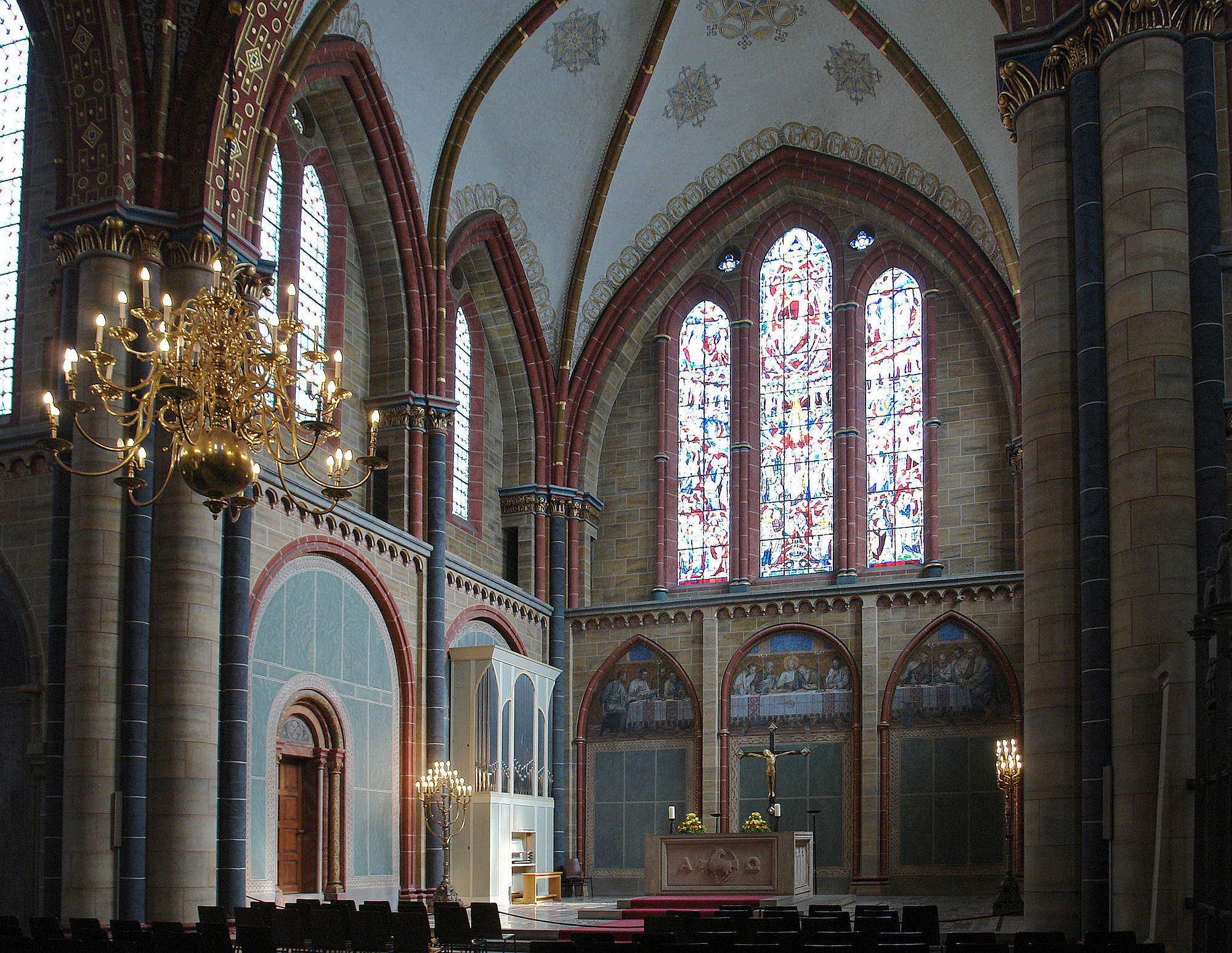
Östkoret år 2006 med högaltare och lilla orgeln

## Speciella sevärdheter: Domkyrkomusen och blykällaren

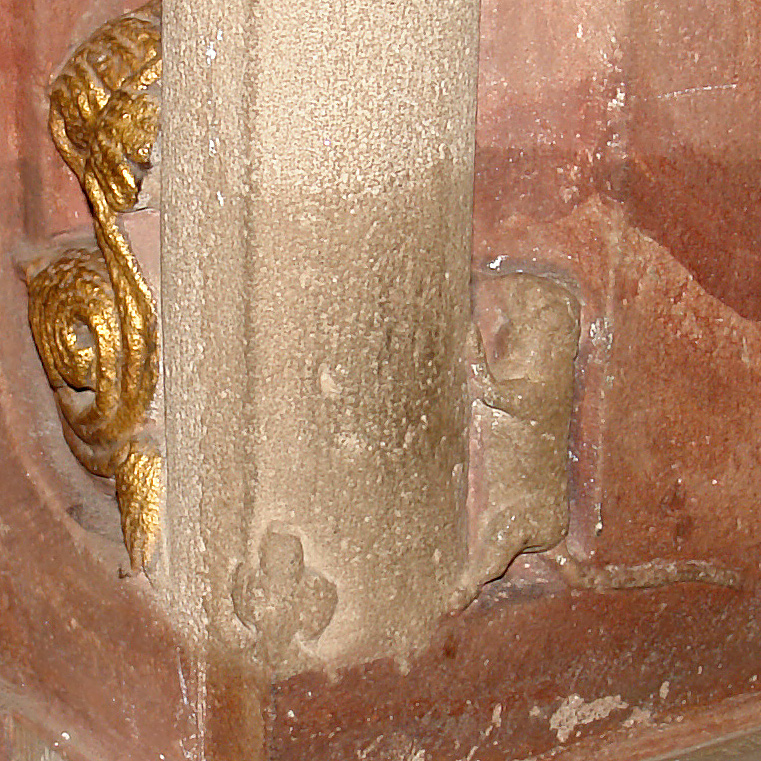
Domkyrkomusen

I en av portalerna finns något som kallas die Dom-Maus, "domkyrkans mus"; en figur huggen i sten. Den är från 1200-talet. Vad denna detalj betyder är oklart.
En speciell sevärdhet är också den så kallade Bleikeller ("blykällaren"), som med det namnet är känt sedan sen medeltid, och i vilken begravda lik har mumifierats. På Wikimedia Commons finns bilder från denna.
Bland inventarierna i interiören märkes också en stor orgel. Det finns också ett modernt glasmåleri "Anbetung der Heiligen Drei Könige" ("De tre vise männens tillbedjan") av Charles Crodel.
I kyrkan är dessutom bland annat författaren och friherren Adolph Knigge begravd.

## Skulpturer (1888–1901)

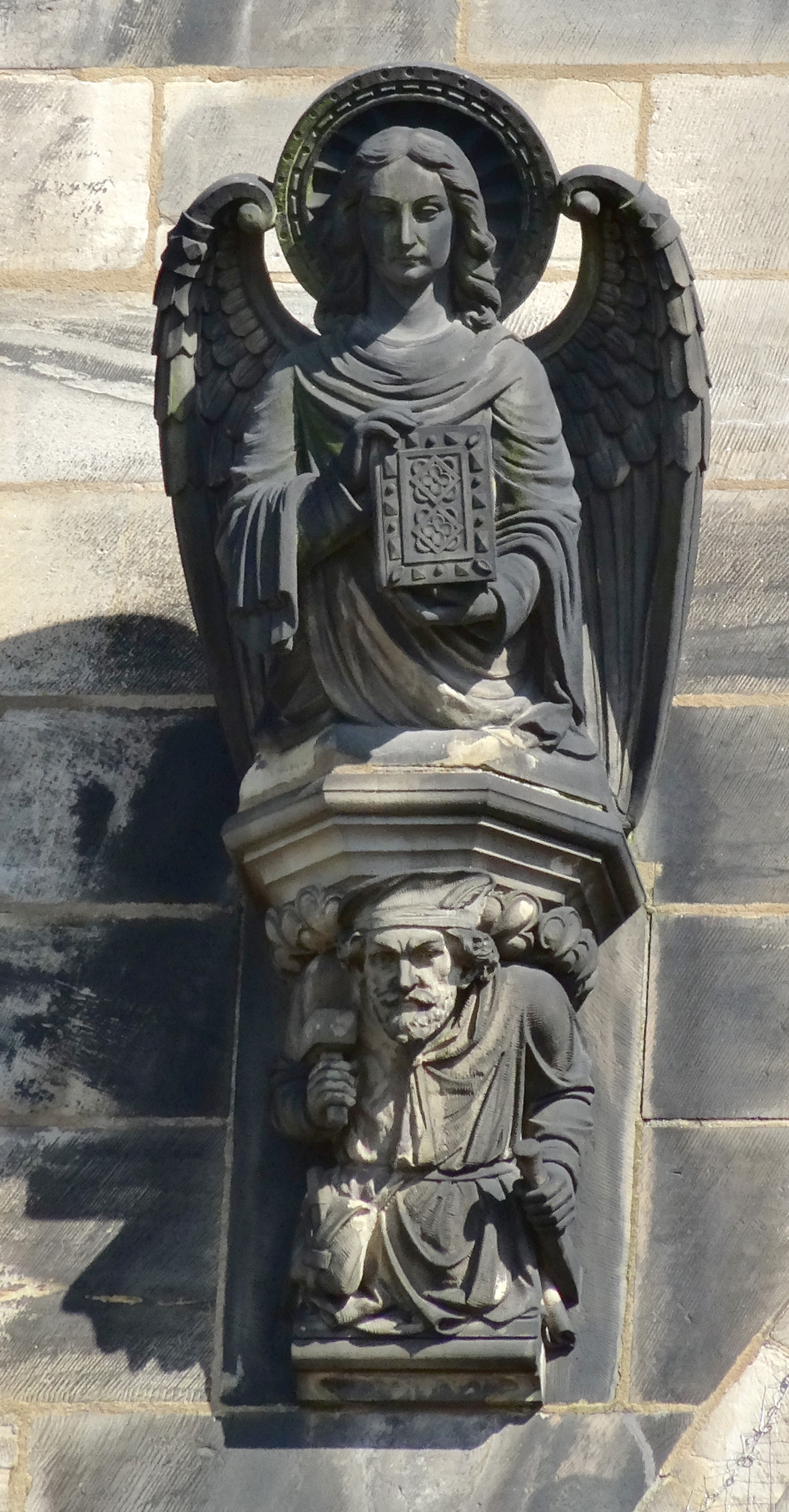
Matteus
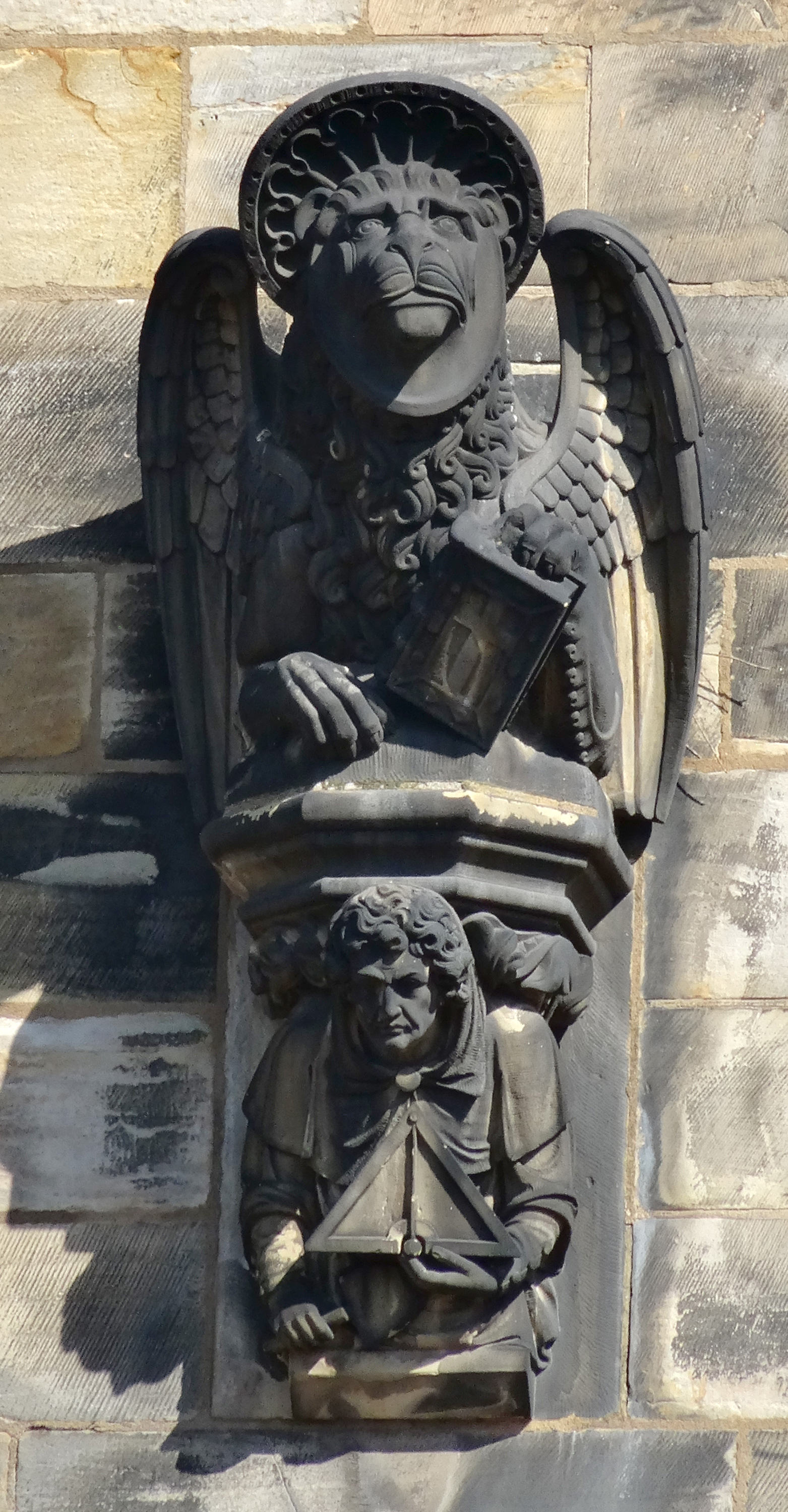
Markus
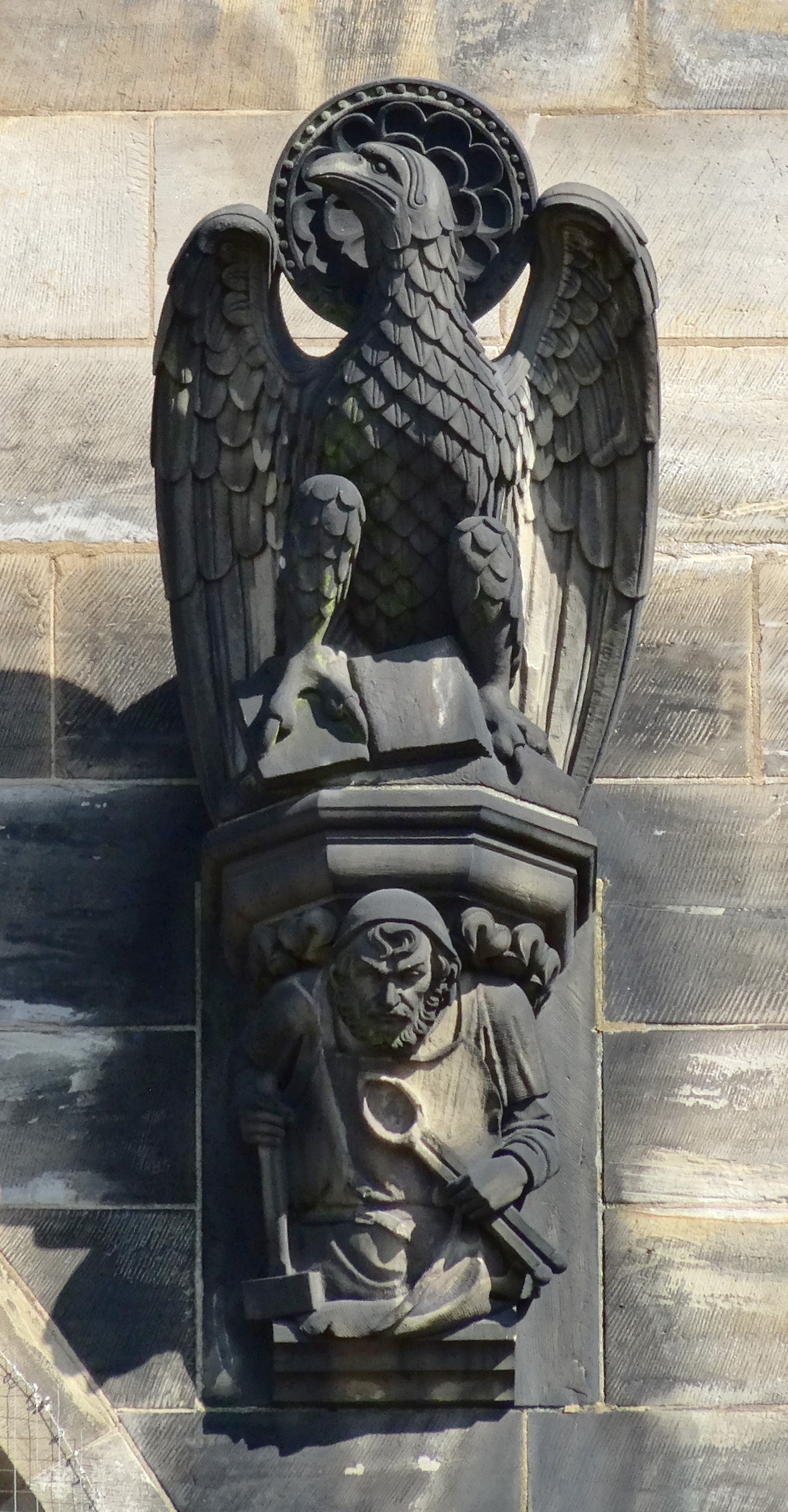
Johannes
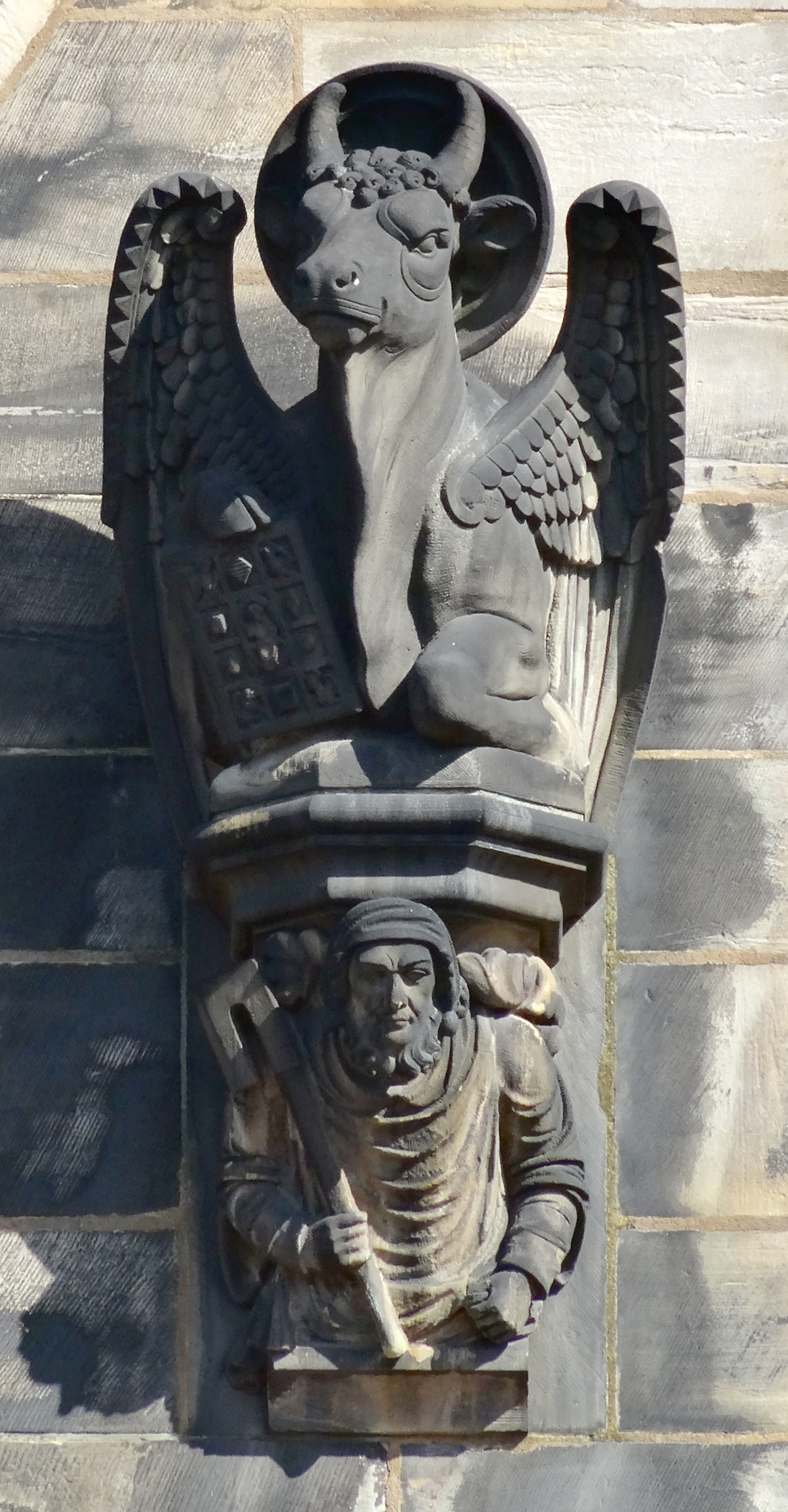
Lukas

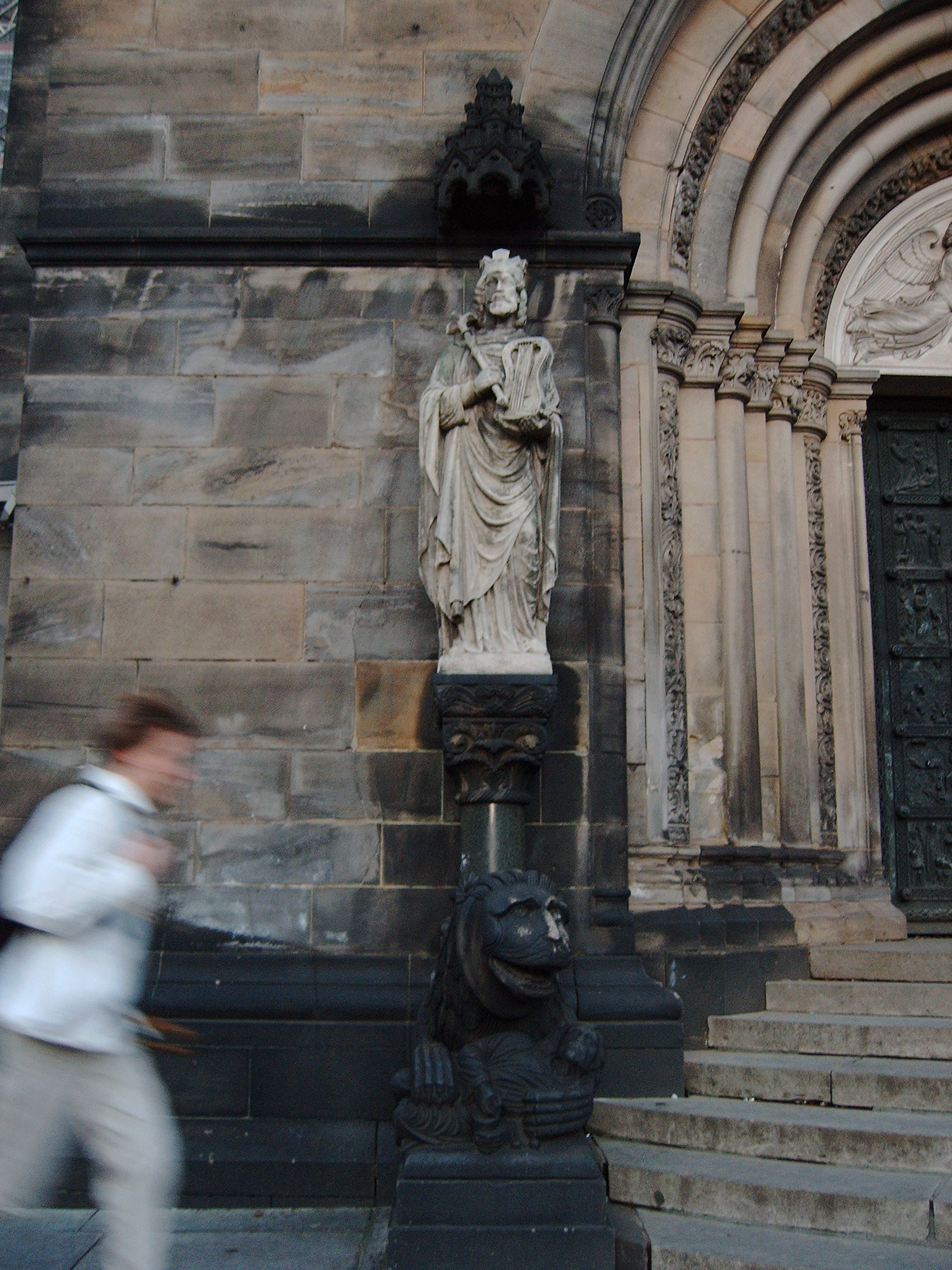
Kung David
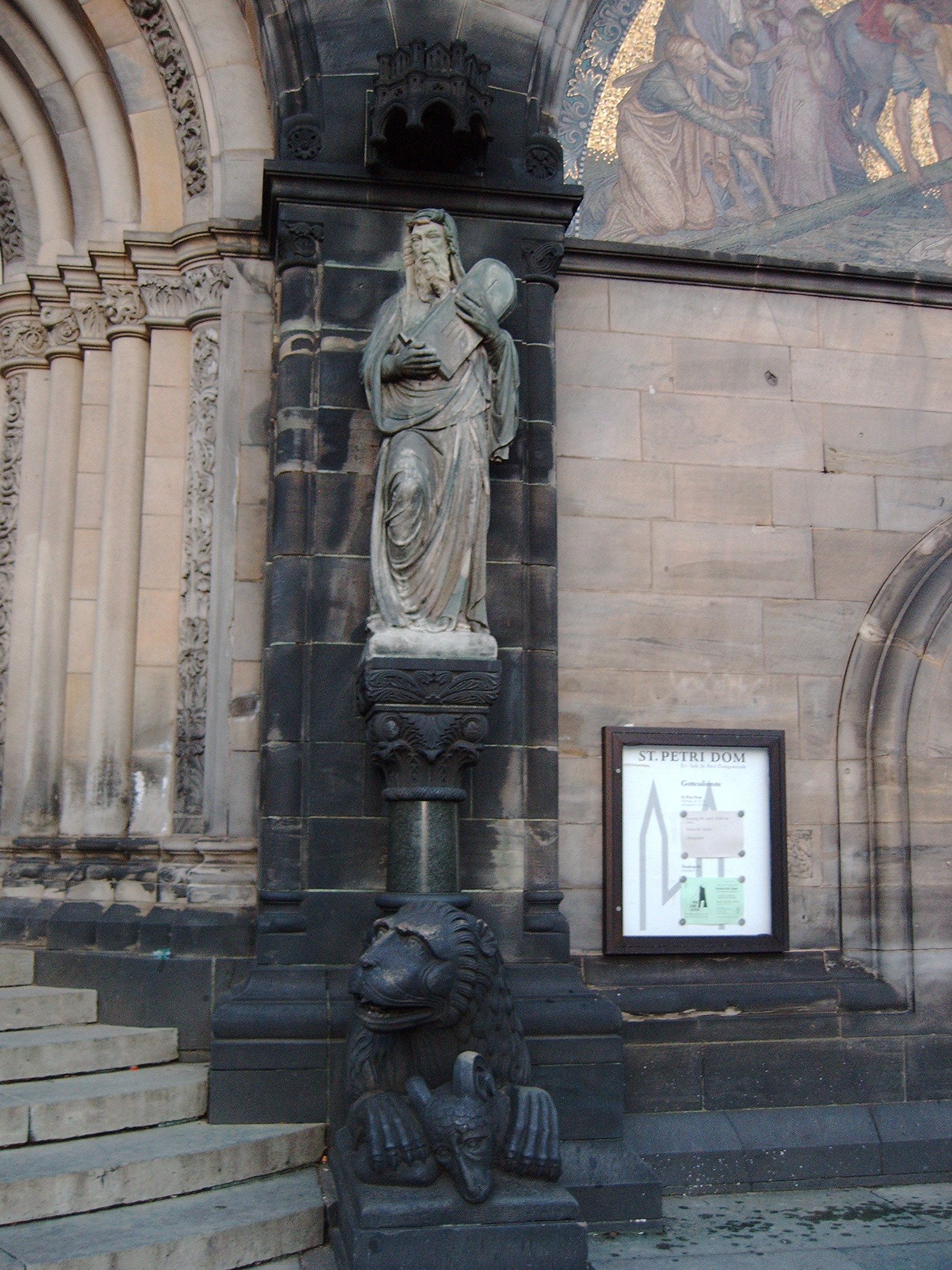
Moses
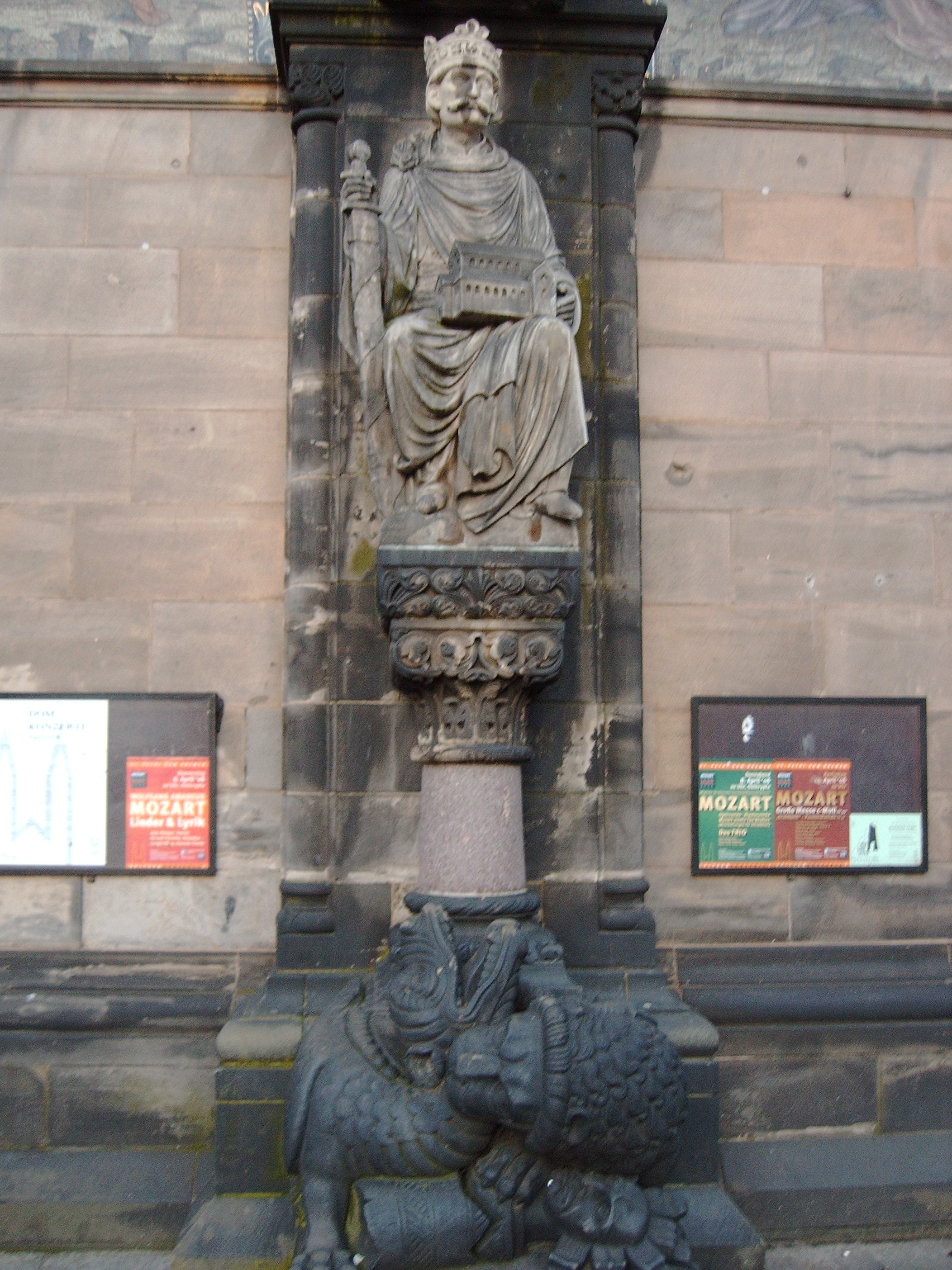
Karl den store
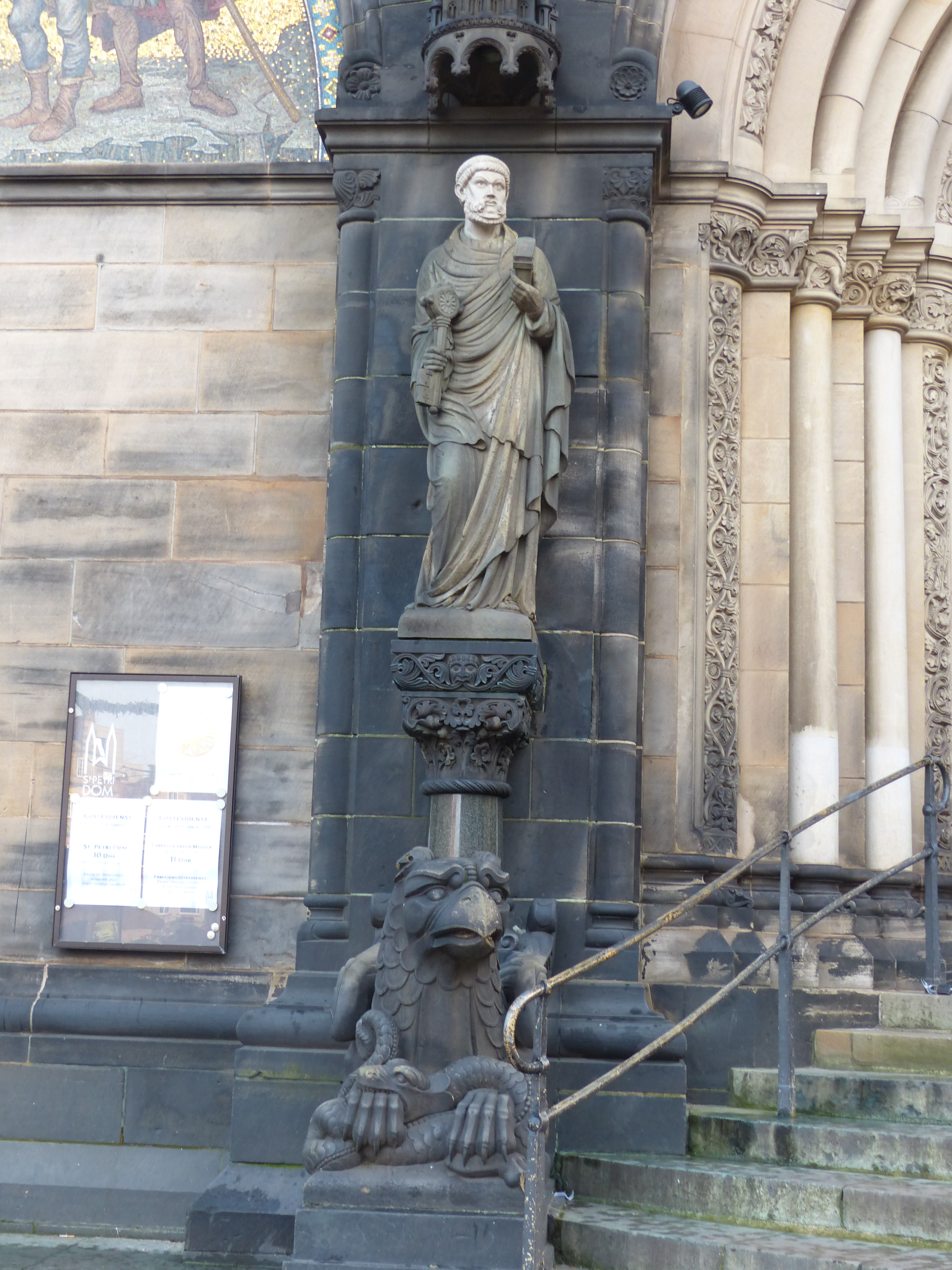
Petrus
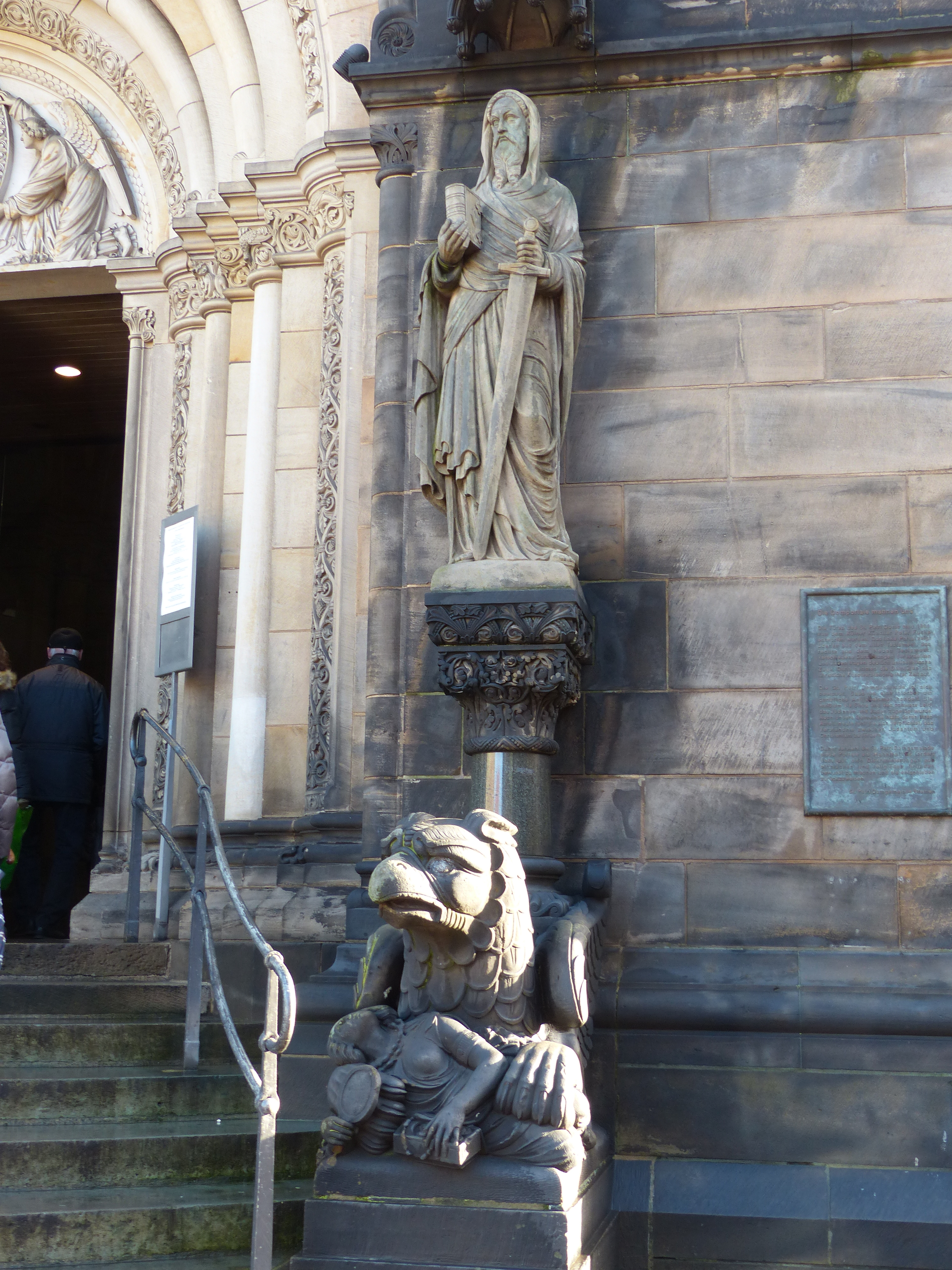
Paulus